# 夢幻紳士
『夢幻紳士』（むげんしんし）は、高橋葉介による漫画。探偵・夢幻魔実也（むげん まみや）を主人公とする作品群の総称であり、「夢幻紳士」は主人公の異名でもある。OVA化もされている。

## 概要
「夢幻紳士」は高橋葉介の代表的シリーズで、昭和初期の日本を主な舞台とし、黒衣の探偵「夢幻魔実也」を主人公とする。
作品・シリーズによって作風や設定が大きく異なり、これらは基本的には世界観が異なる物語として、主人公「夢幻魔実也」も別世界における同姓同名の別人物という形で相互に関連しないように描かれている。
作品・シリーズによって年齢も大きく異なるが、黒い背広で白いスカーフを巻き、鍔広の黒い山高帽を被るというスタイルは共通している。
反面、短編や設定の重複する部分の多い作品間では、属する世界観の境界がしばしば曖昧である。作者のお遊びとして別世界観の主人公同士が共演する作品もあり、また多くの作品が繰り返し出版社や収録形式を変えて再録されているため、全作品の厳密な分類は困難となっている。本記事では説明の便宜上、2008年現在最新の作者の定義に沿って分類・記述し、必要であればその中でさらに細分化あるいは別節を設けて説明する。
なお、本作の主人公と同じ読みの名前を持つ「麻実也」（まみや）というキャラクターが作者の短編『仮面少年』（朝日ソノラマ刊「マンガ少年」掲載・1979年）に登場するが、本作と物語上の関係は無い。キャラクターデザインは似通っており、掲載時期から見て後述の〈夢幻紳士 マンガ少年版〉のデザインの原型と考えることは可能である。

## 夢幻紳士 マンガ少年版
昭和初期（1920年代後半）の東京を主な舞台とする怪奇漫画。猟奇的な表現やナンセンス、ユーモアを交えながら、少年探偵「夢幻魔実也」が怪奇事件に挑む姿を描く。最初期の夢幻紳士作品であり、当時より作者が得意とした、同一人物を主人公とした短編連作という形式をもつ。
毛筆の強弱を利用した描線、また昭和初期のガジェットを執拗に描き込んだ背景なども、この時期の特徴である。雑誌『マンガ少年』に連載された作品は特にこの傾向が強いが、連載最終話の「夢幻少女」やそれより後の作品になる短編「案山子亭」「亜里子の館」では画風が幾分マイルドになり、それまでのナンセンスユーモアを抑えて、静かで叙情的、あるいはドライな作風になっている。
1981年、『マンガ少年』（朝日ソノラマ刊）誌上にて短編連作『夢幻紳士』シリーズとして全4話連載されたのを含め、他誌に掲載された「案山子亭」（チャンネルゼロ・プレイガイドジャーナル社刊『まんがゴールデンスーパーデラックス 漫金超』掲載・1982年）・「亜里子の館」（少年画報社刊『少年KING増刊 少年少女SFまんが エイリアン』掲載・1982年）の短編2作を加えた計6作が、この〈マンガ少年版〉と分類されている。無論、この「マンガ少年版」という副題は1985年の単行本刊行時に、〈夢幻紳士 冒険活劇篇〉と区別するため付加されたものである。
なお、1983年の初出単行本に書き下ろされた絵物語（挿し絵入りの小説）「絵物語 夢幻紳士・遊鬼塔の怪人」は、それ以後〈マンガ少年版〉を収録した単行本には常に併載されているが、この作品には〈冒険活劇篇〉のキャラクターである「老博士」と「甲保」が登場している。

### 主な登場人物
夢幻魔実也
主人公。やや背の低い長髪の美少年。黒い背広と山高帽がトレードマーク。裕福な家庭の子息で、一種の道楽として探偵業を営む。物腰は丁寧だが慇懃無礼で、人を食った言動が多い。テレパシー能力者で、相手に暗示をかけたり他人の強い思念を捉えることができる。坊ちゃん育ちのためか世事に疎いところもあるが、探偵としては極めて優秀で多くの事件を解決し、魔実也に大恩ある警視総監からの信任も厚い（総監になれたのは魔実也の活動によるところも大きい）。
「実はもうつかまえてあるのです」と1ページ目から犯人を警察に引き渡す（しかもその犯人は本筋には無関係だったりする）など、この“マンガ少年版”ではとぼけた風合いのギャグシーンも担当している。
江戸川（えどがわ）警部
警視庁猟奇課警部。恰幅のいい髭面の男性。警官としての面子や矜持から魔実也を快く思ってはいないが、事件解決のため渋々彼に協力を仰ぐ苦労性の中間管理職。常識人であるがゆえにいつも魔実也に振り回される。
アルカード
魔実也に仕える召使い。禿頭で大柄な体躯の初老の男。無口で忠実、一見無害な男であるが、時に魔実也の悪ふざけに共犯者的な笑みを浮かべる事も。

### 単行本
- 夢幻紳士（朝日ソノラマ刊・1983年3月発行）ISBN 4-257-90043-1 - ハードカバー版。
- 夢幻紳士【マンガ少年版】（朝日ソノラマ刊・デュオセレクション・1985年7月発行）ISBN 4-257-90062-8 - ソフトカバー版。
- 高橋葉介作品集 7 夢幻紳士I（朝日ソノラマ刊・1987年12月発行）ISBN 4-257-90156-X - ワイド版。前半に〈マンガ少年版〉全話、後半に〈冒険活劇篇〉の初期エピソードを収録。
- ヨウスケの奇妙な世界(1) 夢幻紳士 マンガ少年版（朝日ソノラマ刊・ソノラマコミック文庫・1998年8月発行）ISBN 4-257-72021-2 - 文庫版。〈マンガ少年版〉全話の他、夢幻紳士シリーズと異なる短編3作を収録。
- 新装版 夢幻紳士〈マンガ少年版〉（朝日ソノラマ刊・ソノラマコミック文庫・2006年12月発行）ISBN 4-257-72401-3 - 文庫版。〈マンガ少年版〉全話の他、夢幻紳士シリーズと異なる短編8作を収録。
- 高橋葉介セレクション 夢幻紳士【マンガ少年版】（朝日新聞出版刊・高橋葉介セレクション・2011年9月発行）ISBN 978-4-02-214048-7 - ワイド版。〈マンガ少年版〉全話の他、夢幻紳士シリーズと異なる短編8作を収録。

### 作品リスト
- 灰地の項目は確認が不十分な編集。

表中の収録単行本の詳細は前節「単行本」を参照。なお（主に単行本に描き下ろされた）イラスト・口絵の類は種類が多く、またタイトルの特定・タイトルと画の同定が困難なため、リストからは省略している。
| サブタイトル                  | 初出                                | 収録単行本     | 収録単行本         | 収録単行本         | 収録単行本               | 収録単行本           | 収録単行本           |
| ----------------------------- | ----------------------------------- | -------------- | ------------------ | ------------------ | ------------------------ | -------------------- | -------------------- |
| 顔泥棒                        | 『マンガ少年』1981年2月号           | ハードカバー版 | デュオセレクション | 高橋葉介作品集 (7) | ヨウスケの奇妙な世界 (1) | ソノラマコミック文庫 | 高橋葉介セレクション |
| 使い魔の壷                    | 『マンガ少年』1981年3月号           | ハードカバー版 | デュオセレクション | 高橋葉介作品集 (7) | ヨウスケの奇妙な世界 (1) | ソノラマコミック文庫 | 高橋葉介セレクション |
| 青蛇婦人                      | 『マンガ少年』1981年4月号           | ハードカバー版 | デュオセレクション | 高橋葉介作品集 (7) | ヨウスケの奇妙な世界 (1) | ソノラマコミック文庫 | 高橋葉介セレクション |
| 夢幻少女                      | 『マンガ少年』1981年5月号           | ハードカバー版 | デュオセレクション | 高橋葉介作品集 (7) | ヨウスケの奇妙な世界 (1) | ソノラマコミック文庫 | 高橋葉介セレクション |
| 案山子亭                      | 『漫金超』1983年夏号（第5号）（※1） | ハードカバー版 | デュオセレクション | 高橋葉介作品集 (7) | ヨウスケの奇妙な世界 (1) | ソノラマコミック文庫 | 高橋葉介セレクション |
| 亜里子の館（※2）              | 『エイリアン』1983年1月15日号（※3） | ハードカバー版 | デュオセレクション | 高橋葉介作品集 (7) | ヨウスケの奇妙な世界 (1) | ソノラマコミック文庫 | 高橋葉介セレクション |
| 絵物語 夢幻紳士・遊鬼塔の怪人 | 『夢幻紳士』単行本（1983年3月）     | ハードカバー版 | デュオセレクション | 高橋葉介作品集 (7) | ヨウスケの奇妙な世界 (1) | ソノラマコミック文庫 | 高橋葉介セレクション |

- ※1：『まんがゴールデンスーパーデラックス 漫金超』。実際の発行は1982年。
- ※2：「亜里子」の読みは「ありす」。
- ※3：『少年KING増刊 少年少女SFまんが エイリアン』。実際の発行は1982年。

## 夢幻紳士 冒険活劇篇
作中で魔実也を称して「夢幻紳士」と呼ぶ唯一のシリーズ。『ベティ』（アニドウ刊）に掲載された短編「脳交換クラブ」（1982年）を第1話とし、その後雑誌『リュウ』（徳間書店刊）および『少年キャプテン』（同社刊）で1983年-1991年に渡って掲載された連載漫画『夢幻紳士』を指す。この3誌の連載は掛け持ちではなく、『月刊ベティ』創廃刊の後『リュウ』で連載を開始、さらに後に『リュウ』の休刊にともない掲載誌を『少年キャプテン』に移したもので、掲載誌こそ違うものの実質的にはひと繋がりの連載シリーズである。
連載時の題名は〈マンガ少年版〉と同じく『夢幻紳士』であり、特に初期作は執筆時期・作風とも〈マンガ少年版〉に近いため、後述する作者による定義を措けば世界観の区別が困難である。特に第1話「脳交換クラブ」の掲載時期は〈マンガ少年版〉の「夢幻少女」と「案山子亭」の間に位置するが、作者は一貫して「脳交換クラブ」を〈マンガ少年版〉ではなく〈冒険活劇篇〉の作品と見なしており、第2話にあたる「伊号700奪回せよ」は『リュウ』誌での連載第1話目にも関わらず「脳交換クラブ」の直接の続編となっている。
本作を原作とするOVAが1987年に発売されており、このタイトルは原作のアニメージュ・コミックスでの副題（「夢幻紳士 1 冒険編」「夢幻紳士 2 活劇編」）を合成し『夢幻紳士 冒険活劇編』となっている。原作でも1998年の文庫化に際し『夢幻紳士 冒険活劇編』の名が正式にシリーズの呼称として与えられ、後2006年に再度文庫化された際に他のシリーズとの統一をとるためか「冒険活劇篇」の字に改められた。これ以前には正式な呼称がなく、他シリーズとの区別の際には（アニメージュ・コミックスのブランドで最初に単行本化されたことから）「アニメージュ・コミックス版」と呼ばれた。また作者が〈冒険活劇篇〉連載後期のコメディ性を指して「スチャラカ・ホーム・コメディ」と称したことから、〈冒険活劇篇〉の呼称が定着する以前には「スチャラカ編」とも呼ばれていた。
作者にとって異例の長寿連載であり、執筆時期によって作風が大きく異なる。主人公「夢幻魔実也」と彼を取り巻く環境は同一であるが、ジャンルは怪奇アクション漫画から伝奇冒険活劇、スラップスティック・コメディへと変転している。この項では作風によって大きく3期に区切り、それぞれについて述べる。

### 初期
昭和初期（大正デモクラシー末期）の東京を主な舞台とする怪奇アクション漫画。少年探偵「夢幻魔実也」が怪奇事件に挑む姿を描く。オカルティックな題材と、各話に必ず挿入されるアクションシーンが特徴。
〈マンガ少年版〉の後期の作と作風が非常に近く、魔実也のテレパシー能力もほぼ同様の定義である。

### 中期
昭和初期の日本から太平洋戦争前夜の世界各地に舞台を転々と移す、コメディの要素を含む冒険活劇漫画。少年探偵「夢幻魔実也」が巻き込まれる数々のトラブルに挑む姿を描く。舞台の時代性を感じさせる情景描写と、当時の世相を反映した作劇上のガジェットが特徴。特に大日本帝国陸軍、ナチス・ドイツ、満州国等が多く扱われた。
初期に見られたオカルティックな要素がほぼ排され、作風としては伝奇アクションに近い。魔実也の性格は初期の超然としたものから、表情豊かなより少年らしいものに変わっている。特に福音温子・夢幻狂四郎などのトラブルメーカーの登場により、狼狽えたり所謂ツッコミを手厳しく入れたりという行動を取るようになった。また魔実也のテレパシー能力の設定はこの時期以降無視されている。

### 後期
昭和初期の東京を舞台とするスラップスティック・コメディ漫画。少年探偵「夢幻魔実也」とその家族が巻き込まれる数々のトラブルに翻弄されつつも、ドタバタの内に解決に導く姿を描く。テンポ良く挿入されるギャグの連続と、人情喜劇的なハッピーエンドが特徴。
舞台は日本に固定され、起こる事件も従来より遥かに狭いスケール、かつ荒唐無稽なものに変わっていった。主人公以外流動的であった主要キャラクターの配置も、魔実也・温子・狂四郎・雪絵の4名に固定されるようになる。昭和初期という舞台設定はしばしば意図的に無視され、現代あるいは昭和中期を下敷きにしたギャグ表現が多く使われた。扉の前の1ページに本編と無関係な挿話が入るスタイルが定着したのもこの時期である。
画風はギャグタッチに整理され、キャラクターの頭身が低く丸みを強調したものになる。特に狂四郎のデザインは変化が激しく、元々の大柄な体躯の怪人物といった外見から、だるまのように太めで全体に丸々としたデザインに変わっている。
連載終盤ではさらに魔実也の性格が大きく変化して、従来常識人として描かれていた彼が平然と相手をからかい、事態を自ら引っかき回すキャラクターに変わっている。これは〈マンガ少年版〉のキャラクター性に近いが、よりパワフルで能動的である。

### 主な登場人物（冒険活劇篇）
夢幻魔実也
主人公。やや背の低い、くせのある長髪の美少年。黒い背広がトレードマーク（他のシリーズの特徴である山高帽は滅多に被らない）。15歳にして探偵業を営む。性格は執筆時期により大きく変化するが、生死に関わるような重大なトラブルに対し動じない点はおおむね共通している。特技は女装と早着替え。相手の目を欺くための変装とは言えとかく女装シーンが多く、中期に付加された「嫌々女装している」という設定も後期には有名無実化していき、実は本人の趣味で女装しているという疑惑までも作中でかけられている。コルト25オートマチックを愛用。
最終話、真珠湾攻撃中のハワイで温子とともに行方不明になるが、約20年後（＝1961年）に明るい色の背広を着た髭の紳士の姿で帰国。温子と結婚し、1女魔子（まこ）をもうけたことが明らかになる。
福音温子（ふくね あつこ）
本編のヒロイン。通称アッコ。後ろでまとめた明るい色の髪が特徴の少女。「ミイラの花嫁」事件で魔実也と知り合い、以来親密になる。素直で明るいが、いささか無学ではすっぱな性格。はじめは魔実也とも口喧嘩が絶えなかったが、いつの間にかべた惚れに。魔実也を愛称で「マミ」と呼ぶ。孤児出身で浅草の踊り子（ここではストリッパーを指す）やカフェの女給で生計を立てていたが、うやむやのうちに魔実也の助手の立場に落ち着く。
最終話で魔実也と共にハワイ真珠湾で行方不明となるが、約20年後を描く後日譚ではアメリカナイズされた元気な姿で再登場する。
夢幻狂四郎（むげん きょうしろう）
魔実也の父。眼光鋭い髭面の偉丈夫として描かれていたが、画風の変化に従いとぼけた顔で肥満ぎみの巨漢へと変化していった。生来の悪漢で金のために大小様々な悪事に手を染め、魔実也にとっては悩みの種。たびたび魔実也に頭を手ひどく殴られ、これ以上続けるなら尊属殺も辞さないと言い渡され、「……ッてぇなー、まったくもぉー!!」と悲鳴を上げるが懲りない。強引で大雑把、女に弱く道義感も薄いが、友誼には厚く家族にも彼なりに愛を注ぐ。物語後半から着ぐるみを好んで着用するようになった。決め台詞は「甘いわ息子よ!!」。
最終話を前に雪絵とヨーロッパ旅行に旅立つが、ドイツで西部戦線当時の「旧友」ことアドルフと旧交を温めようとするも、元首たる彼を「チビ」と軽んじてはばからない態度が災いして、雪絵ともども銃殺刑寸前の立場に追い込まれる。劇中ではその後の描写が無いが、作者は読者の質問に対して「なんとなく助かっちゃって」いるのではないかと答えている。
夢幻雪絵（むげん ゆきえ）
魔実也の母。上品で表情豊かな美女。明るく温厚で物おじしない性格だが、愛する狂四郎の浮気にはうるさい。クジ運が異常に良く、麻雀では次々役満ばかり和がるほどでギャンブルでは負け知らず。愛称で魔実也を「マーちゃん」、狂四郎を「狂四郎様」と呼ぶ。一児を産んだとは思えぬほどのプロポーションの持ち主。
元々は資産家の娘で、財産目当てで近づいてきたのが狂四郎だった。関東大震災で家族も財産も失いながら狂四郎の下に辿り着くが、金が無ければ用はないという狂四郎とインディアン・ポーカーで勝負し勝った上で共に行動するようになった。そんな状況で魔実也を身籠るが、子供が嫌いだという狂四郎に言い出せずにいたところを加藤に再会し彼と結婚しそうになるが、追いかけてきた狂四郎に付いていくことを決めた。
アルカード
夢幻家に仕える召使い。禿頭で大柄な体躯の初老の男。第一次大戦中、ヨーロッパ戦線において狂四郎に命を救われて以来、忠節を誓う。忠実にして温厚な男だが、怒りを爆発させれば悪鬼のような形相になり超人的な膂力を発揮する。体の丈夫さでは誰にも負けず、大抵の爆発でもかすり傷程度で済ます。トランシルバニア出身。
夢幻猫（むげん ねこ）
狂四郎の妹で、魔実也の叔母にあたる。妖艶な美女。手下を従え数多くの悪事を行う妖婦で、次々と夫を変え、あるいは殺して財産を奪う、通称「猫夫人」と呼ばれる。魔実也の天敵の一人だったが、作風の変化により男日照りのコミカルな年増女といったキャラクターに変わっていった。雪絵よりは年上で30代後半にはなっているらしいが、本人は28歳と言い張っている。このため作中回想（魔実也の幼い頃で10数年前）で描かれる若き日の姿は初期の設定にそぐわない大雑把な性格で、トップレスでいることもしばしばである。
なお、作者の作品には他に「猫夫人」と呼ばれるキャラクターが短編連作「ライヤー教授の午後」（朝日ソノラマ刊「マンガ少年」掲載・1979-1980年）および短編「猫夫人」（白泉社刊「月刊コミコミ」掲載・1985年）に登場しているが、夫殺しの悪女という以外はそれぞれ大きく異なる設定が与えられている。
江戸川警部
警視庁猟奇課警部。恰幅のいい髭面の男性。魔実也のよき協力者として、主に事件の後始末をおこなう。コネも学歴もない叩き上げのためか地位に弱く、警視総監への出世が夢。最終話では戦後になって既に退職しているはずなのに人手不足ということで警備に駆り出されていたが、事が起きても気が付かず思い出話に耽っていた。
老博士（ラオ）
東洋人の悪漢。黒眼鏡に髭面の老人。語尾に「〜アル」が付くような片言の日本語を話す。多数の部下を従え、組織的犯罪を得意とするがことごとく魔実也に妨害されている。中華思想の信奉者だが国籍は不明。初期の名悪役だったが、作品の方向性の変化により部下ともども次第に落ちぶれ、悪事と無関係な中華料理店の店主と成り下がる。それでも度々魔実也への復讐を画策・実行するが、軽くいなされている。
作者の談によれば俳優大泉滉がイメージに近いという。初回登場時のラストで物語への疑問点を並べあげるのはチャールズ・G・フィニーの幻想小説『ラーオ博士のサーカス』と同じ形。
甲保（コホ）
老の片腕。どじょう髭に巨体の東洋人。外科医兼料理人。老同様、片言の日本語で話す。老の命令を淡々とこなすが、それ以上の能力はない。作者によればプロレスラーでありタレントのサンダー杉山が適役であるという。東宝の特撮映画「緯度0大作戦」に同名の登場人物（本作と同じく巨体の東洋人）がいる。
片桐大佐（かたぎり）
日本海軍大佐。「伊号700奪回せよ」「褐色の人魚」に登場。技術将校で新型潜水艦・伊-700潜建武隊長。老博士に拉致され、重し付きで海洋投棄された魔実也を試験中の伊-600潜で偶然救助したが、それを恩に着せて機密漏洩に関する調査をさせた。事件は解決し潜水艦も完成したが、地下秘密ドックに「出口を作るのを忘れていた」ことで更迭された。その後、退役して実家の海運会社を継いでいたがドイツの作った水中人間（水中呼吸や耐水圧処理をされた改造人間）を手に入れようとしていた。
「ジャフディの眼」では実弟の「片桐次郎」が登場しており、フルネームは「片桐太郎」と明かされている。
加藤大佐（かとう）
日本陸軍大佐。若き日の雪絵に懸想し（当時中尉）、結婚一歩手前までこぎ着けるも、雪絵は狂四郎を慕い大ロマンスの果てに結婚。以来狂四郎を恨みに思うが、軽くあしらわれ続ける。
雪絵に振られたあと一度結婚しており、奥さんはすでに病死しているそうだが、百合絵という一人娘がいる。
据然和尚（すえぜん）
僧侶。金に目がない生臭坊主で、狂四郎とは馬が合う旧友。彼が住職を務める寺には雪絵の両親や猫の元旦那たち（狂四郎いわく40回ほど結婚した内、約半分）が葬られている。姉は魔実也を取り上げた産婆である。
怪盗紅オコゼ（べにオコゼ）
予告状を送り付け盗難や誘拐をおこなう典型的な怪盗。シルクハットにマント、笑顔のマスクといった出で立ち。快活で賑やかな性格。作劇上の装置としての悪人役が多く、キャラクターの内面に触れられることは最後までなかった。そのため正体不明。
大江春泥（おおえ しゅんでい）
作品後期に登場した企業家。変身願望が強く、変装し「猟奇・陽炎男」と名乗って騒ぎを起こす。作中では珍しく容姿に不自由な娘（魔実也いわく「おかちめんこ」）がいる。
明鈴（メイリン）
満州馬賊の若き女頭領。魔実也とは奇縁でしばしば相対する。馬賊の立場から言えば日本人は敵にあたるが、飄々とし日本軍とも距離を置く魔実也には一目置いていた。本人は知らないが、母の明福（めいふく）が夢幻猫と共に立ち回りを演じたこともある。
夢幻魔子（むげん まこ）
最終話に登場した魔実也と温子の娘。昭和30年代の日本で「東京キッド」（由来は美空ひばり参照）と呼ばれる正義の探偵として活躍する。

### 単行本（冒険活劇篇）
アニメージュ・コミックス等では巻数表記の後に「冒険編」「活劇編」等のサブタイトルが付けられているが、これらは単行本化にあたって付与された修飾的なものであり、厳密に各話に「-編」と区切りが付いているわけではない。
アニメージュ・コミックス
連載中に刊行されたコミックス。徳間書店刊。全10巻。
1. 夢幻紳士 1 冒険編（1984年8月発行・整理番号AC-38）ISBN 4-19-574011-8
  - 書き下ろし作品として台本形式の小説「描き下ろし戯曲 夢幻紳士・老博士の逆襲」を収録。

2. 夢幻紳士 2 活劇編（1985年3月発行・整理番号AC-63）ISBN 4-19-775531-7
  - 書き下ろし作品として小説「小説 花のお江戸の夢幻紳士」を収録。

3. 夢幻紳士 3 痛快編（1986年4月発行・整理番号AC-93）ISBN 4-19-776540-1
4. 夢幻紳士 4 熱血編（1987年7月発行・整理番号AC-125）ISBN 4-19-777571-7
5. 夢幻紳士 5 旋風編（1988年9月発行・整理番号AC-137）ISBN 4-19-778590-9
  - 書き下ろし作品として「おまけ シャーロック・ホームズの平穏な日常」（〈冒険活劇篇〉のキャラクターによる小説シャーロック・ホームズシリーズのパロディー漫画。扉1ページを含む3ページ）を収録。

6. 夢幻紳士 6 怒濤編（1989年5月発行・整理番号AC-140）ISBN 4-19-779060-0
  - 〈冒険活劇篇〉の他に夢幻紳士シリーズと異なる短編「ジャングル・ボーイ」を収録。

7. 夢幻紳士 7 電光編（1990年6月発行・整理番号AC-141）ISBN 4-19-770070-9
8. 夢幻紳士 8 爆裂編（1991年1月発行・整理番号AC-142）ISBN 4-19-771020-8
  - 書き下ろし作品として「おまけ 2001年宇宙の旅の巻」（〈冒険活劇篇〉のキャラクターによる映画『2001年宇宙の旅』のパロディー漫画。1ページ）を収録。

9. 夢幻紳士 9 飛翔編（1991年8月発行・整理番号AC-143）ISBN 4-19-771090-9
10. 夢幻紳士 10 回天編（1991年11月発行・整理番号AC-144）ISBN 4-19-771120-4
  - 〈冒険活劇篇〉の他に〈怪奇篇〉「蝙蝠」を収録。

高橋葉介作品集
ワイド版。朝日ソノラマ刊。「高橋葉介作品集」シリーズ全20巻のうち、〈冒険活劇篇〉を含むものは9巻である。連載中に初期作品が先行収録され、連載終了後に残り全話を刊行するという特殊な形式が採られた。作品集13以降は常に夢幻紳士シリーズと異なる短編が併載されている。
1. 高橋葉介作品集 7 夢幻紳士I（1987年12月発行）ISBN 4-257-90156-X
  - 前半に〈マンガ少年版〉全話、後半に〈冒険活劇篇〉の初期エピソードを収録。

2. 高橋葉介作品集 8 夢幻紳士II（1988年1月発行）ISBN 4-257-90157-8
3. 高橋葉介作品集 13 夢幻紳士 痛快熱血編 第1巻（1993年1月発行）ISBN 4-257-90174-8
4. 高橋葉介作品集 14 夢幻紳士 痛快熱血編 第2巻（1993年2月発行）ISBN 4-257-90177-2
5. 高橋葉介作品集 15 夢幻紳士 旋風怒濤編 第1巻（1993年3月発行）ISBN 4-257-90184-5
6. 高橋葉介作品集 16 夢幻紳士 旋風怒濤編 第2巻（1993年4月発行）ISBN 4-257-90186-1
7. 高橋葉介作品集 17 夢幻紳士 電光爆裂編 第1巻（1993年5月発行）ISBN 4-257-90189-6
8. 高橋葉介作品集 18 夢幻紳士 電光爆裂編 第2巻（1993年6月発行）ISBN 4-257-90190-X
9. 高橋葉介作品集 19 夢幻紳士 飛翔回天編（1993年7月発行）ISBN 4-257-90194-2

スコラ漫画文庫
文庫版。スコラ刊。全7巻。書籍としては初めてシリーズ全体を指した呼称（「冒険活劇編」）が付いている。
1. 夢幻紳士 冒険活劇編 1（1998年7月発行）ISBN 4-7962-0505-5
2. 夢幻紳士 冒険活劇編 2（1998年8月発行）ISBN 4-7962-0512-8
3. 夢幻紳士 冒険活劇編 3（1998年9月発行）ISBN 4-7962-0515-2
4. 夢幻紳士 冒険活劇編 4（1998年10月発行）ISBN 4-7962-0522-5
5. 夢幻紳士 冒険活劇編 5（1998年11月発行）ISBN 4-7962-0526-8
  - 〈冒険活劇篇〉の他に夢幻紳士シリーズと異なる短編「ジャングルボーイ」を収録。

6. 夢幻紳士 冒険活劇編 6（1998年12月発行）ISBN 4-7962-0530-6
7. 夢幻紳士 冒険活劇編 7（1999年1月発行）ISBN 4-7962-0534-9
  - 未発表のアイデアをそれぞれ1ページのイラスト・エッセイの形に纏めた資料「漫画にならなかった没ストーリィー覚え書きノート」を収録。6点のうち1点「人面塔」は夢幻紳士作品として考案されたものである。
  - 他にアニメージュ・コミックス版に収録された「おまけ シャーロック・ホームズの平穏な日常」「おまけ 2001年宇宙の旅の巻」を収録。

ハヤカワコミック文庫
文庫新装版。早川書房刊。全5巻。各巻に「最新型」の少年探偵夢幻魔実也を主役に描いた書き下ろし作品が掲載されている。
1. 夢幻紳士 冒険活劇篇 1（2006年4月発行・整理番号JA844）ISBN 4-15-030844-6
  - 書き下ろし作品として挿し絵入りの小説「絵物語 夢幻紳士 場外乱闘篇『夢幻紳士と螺子男』」を収録。

2. 夢幻紳士 冒険活劇篇 2（2006年5月発行・整理番号JA849）ISBN 4-15-030849-7
  - 書き下ろし作品として挿し絵入りの小説「絵物語 夢幻紳士 営業篇『霧の中の女』」を収録。

3. 夢幻紳士 冒険活劇篇 3（2006年6月発行・整理番号JA852）ISBN 4-15-030852-7
  - 書き下ろし作品として挿し絵入りの小説「絵物語 夢幻紳士 流浪篇『夢幻紳士 七変化』」を収録。

4. 夢幻紳士 冒険活劇篇 4（2006年7月発行・整理番号JA854）ISBN 4-15-030854-3
  - 書き下ろし作品として「夢幻紳士 納涼篇『真夜中のメイド』」を収録。

5. 夢幻紳士 冒険活劇篇 5（2006年8月発行・整理番号JA858）ISBN 4-15-030858-6
  - 書き下ろし作品として「夢幻紳士 広報篇『夜の客（ナイト・ゲスト）』」を収録。

### 作品リスト（冒険活劇篇）
- 灰地の項目は確認が不十分な編集。

表中の単行本名・詳細は前節「単行本」を参照。なお（主に単行本に描き下ろされた）イラスト・口絵の類は種類が多く、またタイトルの特定・タイトルと画の同定が困難なため、リストからは省略している。

#### 連載/雑誌掲載作品
| サブタイトル                                         | 初出                                 | 収録単行本                    | 収録単行本          | 収録単行本         | 収録単行本               | 収録単行本 |
| ---------------------------------------------------- | ------------------------------------ | ----------------------------- | ------------------- | ------------------ | ------------------------ | ---------- |
| 脳交換クラブ                                         | 『月刊ベティ』創廃刊号（1982年8月）  | アニメージュ・コミックス (1)  | 高橋葉介作品集 (7)  | スコラ漫画文庫 (1) | ハヤカワコミック文庫 (1) |            |
| 伊号700奪回せよ（※1）                                | 『リュウ』1983年1月号 (vol.21)       | アニメージュ・コミックス (1)  | 高橋葉介作品集 (7)  | スコラ漫画文庫 (1) | ハヤカワコミック文庫 (1) |            |
| 妖虫博士と蝶の谷                                     | 『リュウ』1983年3月号 (vol.22)       | アニメージュ・コミックス (1)  | 高橋葉介作品集 (7)  | スコラ漫画文庫 (1) | ハヤカワコミック文庫 (1) |            |
| ミイラの花嫁                                         | 『リュウ』1983年5月号 (vol.23)       | アニメージュ・コミックス (1)  | 高橋葉介作品集 (7)  | スコラ漫画文庫 (1) | ハヤカワコミック文庫 (1) |            |
| 老博士の要塞・其之一                                 | 『リュウ』1983年9月号 (vol.25)       | アニメージュ・コミックス (1)  | 高橋葉介作品集 (8)  | スコラ漫画文庫 (1) | ハヤカワコミック文庫 (1) |            |
| 老博士の要塞・其之二                                 | 『リュウ』1983年11月号 (vol.26)      | アニメージュ・コミックス (1)  | 高橋葉介作品集 (8)  | スコラ漫画文庫 (1) | ハヤカワコミック文庫 (1) |            |
| 百発百中                                             | 『リュウ』1984年1月号 (vol.27)       | アニメージュ・コミックス (2)  | 高橋葉介作品集 (8)  | スコラ漫画文庫 (1) | ハヤカワコミック文庫 (1) |            |
| 密林の夢幻紳士                                       | 『リュウ』1984年3月号 (vol.28)       | アニメージュ・コミックス (2)  | 高橋葉介作品集 (8)  | スコラ漫画文庫 (1) | ハヤカワコミック文庫 (1) |            |
| 夜歩く                                               | 『リュウ』1984年5月号 (vol.29)       | アニメージュ・コミックス (2)  | 高橋葉介作品集 (8)  | スコラ漫画文庫 (1) | ハヤカワコミック文庫 (1) |            |
| ジャフディの眼                                       | 『リュウ』1984年7月号 (vol.30)       | アニメージュ・コミックス (2)  | 高橋葉介作品集 (8)  | スコラ漫画文庫 (2) | ハヤカワコミック文庫 (1) |            |
| 褐色の人魚（※2）                                     | 『リュウ』1984年9月号 (vol.31)       | アニメージュ・コミックス (2)  | 高橋葉介作品集 (8)  | スコラ漫画文庫 (2) | ハヤカワコミック文庫 (1) |            |
| 上海の夢幻紳士                                       | 『リュウ』1984年11月号 (vol.32)      | アニメージュ・コミックス (2)  | 高橋葉介作品集 (8)  | スコラ漫画文庫 (2) | ハヤカワコミック文庫 (1) |            |
| 年末の夢幻紳士                                       | 『リュウ』1985年1月号 (vol.33)       | アニメージュ・コミックス (2)  | 高橋葉介作品集 (8)  | スコラ漫画文庫 (2) | ハヤカワコミック文庫 (2) |            |
| 忍風夢幻外伝                                         | 『リュウ』1985年3月号 (vol.34)       | アニメージュ・コミックス (3)  | 高橋葉介作品集 (13) | スコラ漫画文庫 (2) | ハヤカワコミック文庫 (2) |            |
| ツェッペリンを乗っとれ!!（※3）                       | 『リュウ』1985年5月号 (vol.35)       | アニメージュ・コミックス (3)  | 高橋葉介作品集 (13) | スコラ漫画文庫 (2) | ハヤカワコミック文庫 (2) |            |
| 紐育の夢幻紳士（※4）                                 | 『リュウ』1985年7月号 (vol.36)       | アニメージュ・コミックス (3)  | 高橋葉介作品集 (13) | スコラ漫画文庫 (2) | ハヤカワコミック文庫 (2) |            |
| 偉大なる血                                           | 『リュウ』1985年9月号 (vol.37)       | アニメージュ・コミックス (3)  | 高橋葉介作品集 (13) | スコラ漫画文庫 (2) | ハヤカワコミック文庫 (2) |            |
| 白衣の夢幻天使（※5）                                 | 『リュウ』1985年11月号               | アニメージュ・コミックス (3)  | 高橋葉介作品集 (13) | スコラ漫画文庫 (2) | ハヤカワコミック文庫 (2) |            |
| 夢幻紳士対猫夫人                                     | 『リュウ』1986年1月号                | アニメージュ・コミックス (3)  | 高橋葉介作品集 (13) | スコラ漫画文庫 (2) | ハヤカワコミック文庫 (2) |            |
| （夢）印大サーカス（※6）                             | 『リュウ』1986年3月号                | アニメージュ・コミックス (3)  | 高橋葉介作品集 (13) | スコラ漫画文庫 (3) | ハヤカワコミック文庫 (2) |            |
| 極北の夢幻紳士                                       | 『リュウ』1986年5月号                | アニメージュ・コミックス (4)  | 高橋葉介作品集 (14) | スコラ漫画文庫 (3) | ハヤカワコミック文庫 (2) |            |
| 曠野の夢幻紳士                                       | 『リュウ』1986年7月号                | アニメージュ・コミックス (4)  | 高橋葉介作品集 (14) | スコラ漫画文庫 (3) | ハヤカワコミック文庫 (2) |            |
| 王道楽土の夢幻紳士                                   | 『少年キャプテン』1986年8月号        | アニメージュ・コミックス (4)  | 高橋葉介作品集 (14) | スコラ漫画文庫 (3) | ハヤカワコミック文庫 (2) |            |
| 満映キネマの夢幻紳士                                 | 『少年キャプテン』1986年10月号       | アニメージュ・コミックス (4)  | 高橋葉介作品集 (14) | スコラ漫画文庫 (3) | ハヤカワコミック文庫 (2) |            |
| 夢幻紳士 IN 満洲バンスキング                         | 『少年キャプテン』1987年1月号        | アニメージュ・コミックス (4)  | 高橋葉介作品集 (14) | スコラ漫画文庫 (3) | ハヤカワコミック文庫 (3) |            |
| 鍼と黄土と夢幻紳士                                   | 『少年キャプテン』1987年3月号        | アニメージュ・コミックス (4)  | 高橋葉介作品集 (14) | スコラ漫画文庫 (3) | ハヤカワコミック文庫 (3) |            |
| 魔界の森の夢幻紳士                                   | 『少年キャプテン』1987年5月号        | アニメージュ・コミックス (5)  | 高橋葉介作品集 (14) | スコラ漫画文庫 (3) | ハヤカワコミック文庫 (3) |            |
| 洋上の夢幻紳士                                       | 『少年キャプテン』1987年7月号        | アニメージュ・コミックス (5)  | 高橋葉介作品集 (15) | スコラ漫画文庫 (3) | ハヤカワコミック文庫 (3) |            |
| 洋上の夢幻家御一行様                                 | 『少年キャプテン』1987年9月号        | アニメージュ・コミックス (5)  | 高橋葉介作品集 (15) | スコラ漫画文庫 (4) | ハヤカワコミック文庫 (3) |            |
| 夢幻狂四郎の青春                                     | 『少年キャプテン』1987年11月号       | アニメージュ・コミックス (5)  | 高橋葉介作品集 (15) | スコラ漫画文庫 (4) | ハヤカワコミック文庫 (3) |            |
| 師走団欒夢幻家御帰国                                 | 『少年キャプテン』1988年1月号        | アニメージュ・コミックス (5)  | 高橋葉介作品集 (15) | スコラ漫画文庫 (4) | ハヤカワコミック文庫 (3) |            |
| 瀕死の探偵                                           | 『少年キャプテン』1988年3月号        | アニメージュ・コミックス (5)  | 高橋葉介作品集 (15) | スコラ漫画文庫 (4) | ハヤカワコミック文庫 (3) |            |
| （噂）の二人（※7）                                   | 『少年キャプテン』1988年5月号        | アニメージュ・コミックス (6)  | 高橋葉介作品集 (15) | スコラ漫画文庫 (4) | ハヤカワコミック文庫 (3) |            |
| 夏だ海辺だ夢幻紳士（※8）                             | 『少年キャプテン』1988年7月号        | アニメージュ・コミックス (6)  | 高橋葉介作品集 (15) | スコラ漫画文庫 (4) | ハヤカワコミック文庫 (3) |            |
| 今度は山だぞ夢幻紳士                                 | 『少年キャプテン』1988年9月号        | アニメージュ・コミックス (6)  | 高橋葉介作品集 (16) | スコラ漫画文庫 (4) | ハヤカワコミック文庫 (3) |            |
| 忍びの者純情編（※9）                                 | 『少年キャプテン』1988年11月号       | アニメージュ・コミックス (6)  | 高橋葉介作品集 (16) | スコラ漫画文庫 (4) | ハヤカワコミック文庫 (3) |            |
| 冬だ見合いだ年の瀬だ おまけもついてる夢幻紳士（※10） | 『少年キャプテン』1989年1月号        | アニメージュ・コミックス (6)  | 高橋葉介作品集 (16) | スコラ漫画文庫 (4) | ハヤカワコミック文庫 (4) |            |
| 魔実也誕生秘話                                       | 『少年キャプテン』1989年3月号        | アニメージュ・コミックス (7)  | 高橋葉介作品集 (16) | スコラ漫画文庫 (5) | ハヤカワコミック文庫 (4) |            |
| 父と子の絆                                           | 『少年キャプテン』1989年4月号        | アニメージュ・コミックス (7)  | 高橋葉介作品集 (16) | スコラ漫画文庫 (5) | ハヤカワコミック文庫 (4) |            |
| 霊感商法はヤバイゾ                                   | 『少年キャプテン』1989年5月号        | アニメージュ・コミックス (7)  | 高橋葉介作品集 (16) | スコラ漫画文庫 (5) | ハヤカワコミック文庫 (4) |            |
| 茶碗の思い出                                         | 『少年キャプテン』1989年6月号        | アニメージュ・コミックス (7)  | 高橋葉介作品集 (16) | スコラ漫画文庫 (5) | ハヤカワコミック文庫 (4) |            |
| どすこい夢幻紳士                                     | 『少年キャプテン』1989年7月号        | アニメージュ・コミックス (7)  | 高橋葉介作品集 (16) | スコラ漫画文庫 (5) | ハヤカワコミック文庫 (4) |            |
| 夏だオバケだ夢幻紳士                                 | 『少年キャプテン』1989年8月号        | アニメージュ・コミックス (7)  | 高橋葉介作品集 (17) | スコラ漫画文庫 (5) | ハヤカワコミック文庫 (4) |            |
| 竜を見たか                                           | 『少年キャプテン』1989年9月号        | アニメージュ・コミックス (7)  | 高橋葉介作品集 (17) | スコラ漫画文庫 (5) | ハヤカワコミック文庫 (4) |            |
| 花園の夢幻紳士                                       | 『少年キャプテン』1989年10号         | アニメージュ・コミックス (7)  | 高橋葉介作品集 (17) | スコラ漫画文庫 (5) | ハヤカワコミック文庫 (4) |            |
| 少女探偵アッコちゃん                                 | 『少年キャプテン』1989年11月号       | アニメージュ・コミックス (8)  | 高橋葉介作品集 (17) | スコラ漫画文庫 (5) | ハヤカワコミック文庫 (4) |            |
| 夢幻雪絵の青春                                       | 『少年キャプテン』1989年12月号       | アニメージュ・コミックス (8)  | 高橋葉介作品集 (17) | スコラ漫画文庫 (5) | ハヤカワコミック文庫 (4) |            |
| 不良少年と呼ばれたい                                 | 『少年キャプテン』1990年1月号        | アニメージュ・コミックス (8)  | 高橋葉介作品集 (17) | スコラ漫画文庫 (6) | ハヤカワコミック文庫 (4) |            |
| 新春かしましトリオ                                   | 『少年キャプテン』1990年2・3月合併号 | アニメージュ・コミックス (8)  | 高橋葉介作品集 (17) | スコラ漫画文庫 (6) | ハヤカワコミック文庫 (4) |            |
| 三人姉妹                                             | 『少年キャプテン』1990年4月号        | アニメージュ・コミックス (8)  | 高橋葉介作品集 (17) | スコラ漫画文庫 (6) | ハヤカワコミック文庫 (4) |            |
| 弁当物語                                             | 『少年キャプテン』1990年5月号        | アニメージュ・コミックス (8)  | 高橋葉介作品集 (17) | スコラ漫画文庫 (6) | ハヤカワコミック文庫 (4) |            |
| 桜の下の夢幻紳士                                     | 『少年キャプテン』1990年6月号        | アニメージュ・コミックス (8)  | 高橋葉介作品集 (18) | スコラ漫画文庫 (6) | ハヤカワコミック文庫 (4) |            |
| 夢幻猫の冒険                                         | 『少年キャプテン』1990年7月号        | アニメージュ・コミックス (8)  | 高橋葉介作品集 (18) | スコラ漫画文庫 (6) | ハヤカワコミック文庫 (5) |            |
| 夢幻猫の冒険［その2］（※11）                         | 『少年キャプテン』1990年8月号        | アニメージュ・コミックス (9)  | 高橋葉介作品集 (18) | スコラ漫画文庫 (6) | ハヤカワコミック文庫 (5) |            |
| 渚でデート                                           | 『少年キャプテン』1990年9月号        | アニメージュ・コミックス (9)  | 高橋葉介作品集 (18) | スコラ漫画文庫 (6) | ハヤカワコミック文庫 (5) |            |
| 怪奇の館                                             | 『少年キャプテン』1990年10月号       | アニメージュ・コミックス (9)  | 高橋葉介作品集 (18) | スコラ漫画文庫 (6) | ハヤカワコミック文庫 (5) |            |
| 猟奇陽炎男                                           | 『少年キャプテン』1990年11月号       | アニメージュ・コミックス (9)  | 高橋葉介作品集 (18) | スコラ漫画文庫 (6) | ハヤカワコミック文庫 (5) |            |
| 影の暗殺者                                           | 『少年キャプテン』1990年12月号       | アニメージュ・コミックス (9)  | 高橋葉介作品集 (18) | スコラ漫画文庫 (6) | ハヤカワコミック文庫 (5) |            |
| 幻の雪山                                             | 『少年キャプテン』1991年1月号        | アニメージュ・コミックス (9)  | 高橋葉介作品集 (18) | スコラ漫画文庫 (7) | ハヤカワコミック文庫 (5) |            |
| 初春公演、夢幻一座（※12）                            | 『少年キャプテン』1991年2月号        | アニメージュ・コミックス (9)  | 高橋葉介作品集 (18) | スコラ漫画文庫 (7) | ハヤカワコミック文庫 (5) |            |
| 季節はずれのサンタクロース                           | 『少年キャプテン』1991年3号          | アニメージュ・コミックス (9)  | 高橋葉介作品集 (19) | スコラ漫画文庫 (7) | ハヤカワコミック文庫 (5) |            |
| 恋の格闘王                                           | 『少年キャプテン』1991年4月号        | アニメージュ・コミックス (10) | 高橋葉介作品集 (19) | スコラ漫画文庫 (7) | ハヤカワコミック文庫 (5) |            |
| 今夜はサイコ!!                                       | 『少年キャプテン』1991年5月号        | アニメージュ・コミックス (10) | 高橋葉介作品集 (19) | スコラ漫画文庫 (7) | ハヤカワコミック文庫 (5) |            |
| 大誘拐                                               | 『少年キャプテン』1991年6月号        | アニメージュ・コミックス (10) | 高橋葉介作品集 (19) | スコラ漫画文庫 (7) | ハヤカワコミック文庫 (5) |            |
| 男の純情は花一輪                                     | 『少年キャプテン』1991年7月号        | アニメージュ・コミックス (10) | 高橋葉介作品集 (19) | スコラ漫画文庫 (7) | ハヤカワコミック文庫 (5) |            |
| アッコくの一花嫁修業す（※13）                        | 『少年キャプテン』1991年8月号        | アニメージュ・コミックス (10) | 高橋葉介作品集 (19) | スコラ漫画文庫 (7) | ハヤカワコミック文庫 (5) |            |
| 乙女の国の夢幻紳士                                   | 『少年キャプテン』1991年9月号        | アニメージュ・コミックス (10) | 高橋葉介作品集 (19) | スコラ漫画文庫 (7) | ハヤカワコミック文庫 (5) |            |
| そーゆーわけで大団円                                 | 『少年キャプテン』1991年10月号       | アニメージュ・コミックス (10) | 高橋葉介作品集 (19) | スコラ漫画文庫 (7) | ハヤカワコミック文庫 (5) |            |

- 作品タイトルには末尾に「-の巻」と付く場合があるが、版によって一定していないため、ここでは無視している。
- ※1：「700」の読みは「ナナマルマル」。「伊号」と「700」の間に「-」（ハイフン）が入る場合あり。
- ※2：「人魚」の読みは「マーメイド」。
- ※3：末尾「!」マークが1個の場合あり。
- ※4：「紐育」の読みは「ニューヨーク」。
- ※5：スコラ漫画文庫版以降では「白衣の夢幻紳士」となっている。
- ※6：「（夢）」の表記は正確には「○」の中に「夢」。
- ※7：「（噂）」の表記は正確には「○」の中に「噂」。
- ※8：「海辺」の読みは「ビーチ」。
- ※9：ハヤカワコミック文庫版では「忍びの者純情篇」となっている。
- ※10：「見合い」の表記が「見合」の場合あり。
- ※11：「その2」を囲む括弧の形は大括弧［］、亀甲括弧〔〕、山括弧〈〉など一定していない。
- ※12：スコラ漫画文庫版以降では読点「、」がなく「初春公演 夢幻一座」となっている。
- ※13：スコラ漫画文庫版以降では「アッコくの一花嫁修業」となっている。

#### 単行本書き下ろし作品
| サブタイトル                                   | 初出                                      | 収録単行本                   | 収録単行本            | 収録単行本         | 収録単行本               | 収録単行本 |
| ---------------------------------------------- | ----------------------------------------- | ---------------------------- | --------------------- | ------------------ | ------------------------ | ---------- |
| 描き下ろし戯曲 夢幻紳士・老博士の逆襲          | アニメージュ・コミックス (1)（1984年8月） | アニメージュ・コミックス (1) | 高橋葉介作品集未収録? | −                  | −                        |            |
| 小説 花のお江戸の夢幻紳士                      | アニメージュ・コミックス (2)（1985年3月） | アニメージュ・コミックス (2) | 高橋葉介作品集未収録? | −                  | −                        |            |
| おまけ シャーロック・ホームズの平穏な日常      | アニメージュ・コミックス (5)（1988年9月） | アニメージュ・コミックス (5) | 高橋葉介作品集未収録? | スコラ漫画文庫 (7) | −                        |            |
| おまけ 2001年宇宙の旅の巻                      | アニメージュ・コミックス (8)（1991年1月） | アニメージュ・コミックス (8) | 高橋葉介作品集未収録? | スコラ漫画文庫 (7) | ハヤカワコミック文庫 (5) |            |
| 漫画にならなかった没ストーリィー覚え書きノート | スコラ漫画文庫 (7)（1999年1月）           | −                            | −                     | スコラ漫画文庫 (7) | −                        |            |
| 絵物語 夢幻紳士 場外乱闘篇「夢幻紳士と螺子男」 | ハヤカワコミック文庫 (1)（2006年4月）     | −                            | −                     | −                  | ハヤカワコミック文庫 (1) |            |
| 絵物語 夢幻紳士 営業篇「霧の中の女」           | ハヤカワコミック文庫 (2)（2006年5月）     | −                            | −                     | −                  | ハヤカワコミック文庫 (2) |            |
| 絵物語 夢幻紳士 流浪篇「夢幻紳士 七変化」      | ハヤカワコミック文庫 (3)（2006年6月）     | −                            | −                     | −                  | ハヤカワコミック文庫 (3) |            |
| 夢幻紳士 納涼篇「真夜中のメイド」              | ハヤカワコミック文庫 (4)（2006年7月）     | −                            | −                     | −                  | ハヤカワコミック文庫 (4) |            |
| 夢幻紳士 広報篇「夜の客（※1）」                | ハヤカワコミック文庫 (5)（2006年8月）     | −                            | −                     | −                  | ハヤカワコミック文庫 (5) |            |

- ※1：「夜の客」の読みは「ナイト・ゲスト」。

### OVA
タイトルは『夢幻紳士 冒険活劇編』。
ビクター音楽産業株式会社より1987年に、VHD、レーザーディスク、VHSで発売された。49分。
原作における「ミイラの花嫁」「老博士の要塞」のプロットを混成したストーリーを中心に、「百発百中」「妖虫博士と蝶の谷」「脳交換クラブ」などのエピソードを交えて作劇されている。OVAオリジナルキャラクターである富野寿太郎は「老博士の要塞」の天丸博士、里見桜子は「伊号700奪回せよ」の千絵子からの引用であり、名無しの日本軍隊長も片桐将校のデザインが転用されている。甲保の名は原作の「コホ」ではなく「カホ」と発音される。
パッケージ裏には「遂に出た! レトロチックにスチャラカ浪漫!!」と題された紹介文が掲載されている。

#### あらすじ
先ごろ死亡した政財界の大物四方天照（よも あまてる）に見初められた踊り子、福音温子が魔実也の探偵事務所に助けを求めて転がり込む。彼女は怪力を持ち宙を飛ぶ奇怪なワニの仮面の男達に追われていた。アルカードの奮戦空しく、隙を突かれ攫われる温子。
折しも帝都では連続少女誘拐事件が巷を賑わせていた。魔実也は次の被害者と目される天才ピアニスト里見桜子に変装し、あえて捕らえられて誘拐団のアジトに潜入する。そこに居たのは追放された異端の科学者、富野寿太郎博士だった。富野博士は四方天照に見出され、死者復活のための科学とオカルトの合一を研究していた。そして誘拐団のボス老博士は富野博士と結託し、研究成果をえさに西欧各国や日本の軍部から金を引き出していた。
後を追ってきた江戸川警部ら警官隊とワニ男（富野博士が死体から作った怪物だった）の大立ち回りの末、逃げ出した老博士ら幹部を追う魔実也。着いた先は無人島に造られた巨大なピラミッドだった。富野博士は誘拐した少女達の生命を生贄に、四方天照を生き返らせようとする。儀式は魔実也の仕掛けた爆薬によって止められたが、それをきっかけに研究成果を狙った世界各国の軍隊が入り乱れる戦いとなる。ついに血迷ったドイツ軍将校がピラミッドを爆破。魔実也らは辛くも脱出したが、夢破れた富野博士は恩人四方天照の死体と運命を共にし、事件は闇に葬られた。

#### 登場人物
- 夢幻魔実也（声 - 戸田恵子）
- 江戸川警部（声 - 滝口順平）
- 老博士（声 - 八奈見乗児）
- アルカード（声 - 銀河万丈）
- 富野博士（声 - 永井一郎）
- 福音温子（声 - 江森浩子）
- 甲保（声 - 戸谷公次）

#### スタッフ
出典：
- 原作 - 高橋葉介
- 監督・作画監督・キャラクターデザイン - 辻初樹
- 監修 - 早川啓二
- 脚本 - 橋本以蔵
- 美術監督 - 山本二三、小関睦夫
- 色彩設計 - 吉野記通
- 撮影監督 - 杉村重郎
- 編集 - 掛須秀一
- 音響監督 - 明田川進
- 音響プロデューサー - 黒田洋
- 音楽 - 野人 (NOHITO)
- 音楽ディレクター - 桜井裕子
- プロデューサー - 若菜章夫、佐藤智子
- 制作協力 - スタジオぎゃろっぷ
- 制作 - ビクター音楽産業株式会社
- 製作 - 須田英昭
- 製作・著作・発売元 - ビクター音楽産業株式会社

#### 主題歌
「夢幻恋唄 〜夢幻紳士のテーマ〜」（歌 - 戸田恵子 / 作詞・作曲・編曲 - 野人 (NOHITO) ）

## 夢幻紳士 怪奇篇
昭和初期の東京を主な舞台とする怪奇漫画。青年探偵「夢幻魔実也」と彼の周囲で起こる怪奇事件を描く。多くは愛憎の情を描いた物語である。静謐なムードで描かれる世界観と、凄惨な怪異を描きつつも悪趣味に傾かず叙情的な内容が特徴。
ギャグ・コメディ要素を排したシリアスな短編連作シリーズ。従来の夢幻紳士作品と異なり、魔実也は青年として描かれる。その能力は〈マンガ少年版〉に準ずるが、性格は大きく異なり能動的に動くことが少なく、事象の傍観者的役割を果たす事が多い。
怪奇漫画アンソロジー『メディウム』（徳間書店刊）に1984年-1987年に渡って連載された『夢幻紳士 怪奇編』シリーズ、および『メディウム』休刊後『少年キャプテン』に不定期連載（1988年）された同名シリーズを中心とする。同時期には『少年キャプテン』誌上で〈冒険活劇篇〉も連載されていたが、「怪奇編」と銘打たれた本作は設定・作風が明らかに異なっており、〈冒険活劇篇〉とは明確に一線を画している。連載時の題名から長く区分上「怪奇編」と呼ばれていたが、2007年の文庫化に際して他のシリーズと統一をとるためか「怪奇篇」の字に改められた。
前記の連載の他には『季刊コミックアゲイン』（日本出版社刊）に掲載された「針女」（1984年）、アンソロジー『少年キャプテンセレクト』（徳間書店刊）第2巻に掲載された「蝙蝠」（1991年）、ほか単行本むけの書き下ろし作品「おいてけ沼」「令嬢と人面瘡」が〈怪奇篇〉に数えられる。「蝙蝠」は直前の作品「夜会」の掲載から約1年半の間を開けて発表されたため、初回単行本には収録されなかった。
怪奇篇を収録した単行本には常に「夢幻紳士・人形地獄」（『リュウ』掲載・1982年）が収録されているが、この作品での魔実也は「少年探偵」であり、周囲も江戸川警部・アルカードら〈マンガ少年版〉〈冒険活劇篇〉に登場したキャラクターで構成されている。ほか作風や執筆時期から見れば〈マンガ少年版〉の後期あるいは〈冒険活劇篇〉の初期に繋がる作品と言えるが、それらと比較しても特にプロットの怪奇性が強く、また前出の『メディウム』第6号に再掲された経緯のためもあってか本作は〈怪奇篇〉の（風変わりな）一部として扱われている。
〈怪奇篇〉の魔実也は〈冒険活劇篇〉に2コマだけゲスト出演した事もあり（第46話「少女探偵アッコちゃん」冒頭）、この時は冒険活劇篇の魔実也から「何であんたが出てくるわけ?」と言われ、「仕事がなくてヒマでな」と答えていた。温子からは「パロディ漫画のパロディじゃないのよ!」とツッコまれている。

### 主な登場人物（怪奇篇）
夢幻魔実也
主人公。長髪の美青年。黒い背広と山高帽がトレードマーク。ヘビー・スモーカーで銘柄は「スター（「幽霊船」より。戦前の両切たばこ）」。酒も嗜み、女性経験も来るもの拒まずの態度で豊富である。常に平静な態度を崩さず時に冷徹ですらあるが、人情を解し特に知人の義理は欠かさない。相手に暗示をかける事ができるテレパシー能力者。幽霊妖怪の類を見抜く霊視能力も持つ。作者によれば20歳前後で長身とされるが、作画上その設定よりも若く見える場合やさほど長身に描かれていない場合もある。
横溝教授（よこみぞ）
魔実也の恩師。長髪で福耳の老紳士。温和な人格者で魔実也の霊能にも理解があるが、自身には霊能力はない。魔実也の相談役たる理解者として設定されたが、作者の「作劇上の使い道がない」との判断により第2話をもって登場しなくなる。

### 単行本（怪奇篇）
アニメージュコミックススペシャル
連載中に刊行されたワイド版コミックス。徳間書店刊。全3巻。
1. 夢幻紳士 怪奇編 #1（1986年11月発行）ISBN 4-19-776612-2
2. 夢幻紳士 怪奇編 #2（1987年9月発行）ISBN 4-19-777591-1
3. 夢幻紳士 怪奇編 #3（1989年3月発行）ISBN 4-19-779531-9
  - 「蝙蝠」のみ未収録。〈怪奇篇〉の他に夢幻紳士シリーズと異なる短編2作を収録。

アニメージュ・コミックス
- 夢幻紳士 10 回天編（1991年11月発行）ISBN 4-19-771120-4
  - 〈冒険活劇篇〉の単行本であるが、巻末に〈怪奇篇〉の短編「蝙蝠」を収録。

高橋葉介作品集
ワイド版。朝日ソノラマ刊。「高橋葉介作品集」シリーズ全20巻のうち、〈怪奇篇〉を収録したものは2巻である。
1. 高橋葉介作品集 11 夢幻紳士 怪奇編 第1巻（1992年11月発行）ISBN 4-257-90168-3
2. 高橋葉介作品集 12 夢幻紳士 怪奇編 第2巻（1992年12月発行）ISBN 4-257-90171-3
  - 〈怪奇篇〉の他に夢幻紳士シリーズと異なる短編「遠い道」を収録。

ソノラマコミック文庫
文庫版。朝日ソノラマ刊。「ヨウスケの奇妙な世界」シリーズ全20巻のうち、〈怪奇篇〉を収録したものは2巻である。
1. ヨウスケの奇妙な世界(2) 夢幻紳士 怪奇編1（1998年8月発行）ISBN 4-257-72022-0
2. ヨウスケの奇妙な世界(3) 夢幻紳士 怪奇編2（1998年9月発行）ISBN 4-257-72023-9

ハヤカワコミック文庫
文庫新装版。早川書房刊。全1巻。
- 夢幻紳士 怪奇篇（2007年4月発行・整理番号JA889）ISBN 978-4-15-030889-6
  - 書き下ろし作品として「おいてけ沼」を収録。

愛蔵版
ハヤカワコミック文庫版の大判再編集版。早川書房刊。全1巻。ただし文庫版収録の「おいてけ沼」は未収録である。
- 夢幻紳士 怪奇篇 愛蔵版（2017年4月発行・整理番号5209685）ISBN 978-4-15-209685-2
  - 書き下ろし作品として「令嬢と人面瘡」を収録。

### 作品リスト（怪奇篇）
- 灰地の項目は確認が不十分な編集。

表中の収録単行本の詳細は前節「単行本」を参照。なお（主に単行本に描き下ろされた）イラスト・口絵の類は種類が多く、またタイトルの特定・タイトルと画の同定が困難なため、リストからは省略している。
| サブタイトル             | 初出                                           | 収録単行本                           | 収録単行本          | 収録単行本               | 収録単行本           | 収録単行本         |
| ------------------------ | ---------------------------------------------- | ------------------------------------ | ------------------- | ------------------------ | -------------------- | ------------------ |
| 夢幻紳士・人形地獄（※1） | 『リュウ』1982年9月号 (vol.19)（※2）           | アニメージュコミックススペシャル (3) | 高橋葉介作品集 (12) | ヨウスケの奇妙な世界 (3) | ハヤカワコミック文庫 | 愛蔵版（早川書房） |
| 幽霊船                   | 『メディウム』1984年4月号 (VOL.1)              | アニメージュコミックススペシャル (1) | 高橋葉介作品集 (11) | ヨウスケの奇妙な世界 (2) | ハヤカワコミック文庫 | 愛蔵版（早川書房） |
| 老夫婦                   | 『メディウム』1984年7月号 (VOL.2)              | アニメージュコミックススペシャル (1) | 高橋葉介作品集 (11) | ヨウスケの奇妙な世界 (2) | ハヤカワコミック文庫 | 愛蔵版（早川書房） |
| 吸血鬼                   | 『メディウム』1984年10月号 (VOL.3)             | アニメージュコミックススペシャル (1) | 高橋葉介作品集 (11) | ヨウスケの奇妙な世界 (2) | ハヤカワコミック文庫 | 愛蔵版（早川書房） |
| 沼                       | 『メディウム』1985年1月号 (VOL.4)              | アニメージュコミックススペシャル (1) | 高橋葉介作品集 (11) | ヨウスケの奇妙な世界 (2) | ハヤカワコミック文庫 | 愛蔵版（早川書房） |
| 針女（※3）               | 『季刊コミックアゲイン』1985年5月春号（第4号） | アニメージュコミックススペシャル (1) | 高橋葉介作品集 (11) | ヨウスケの奇妙な世界 (2) | ハヤカワコミック文庫 | 愛蔵版（早川書房） |
| 幽霊夫人                 | 『メディウム』1985年4月号 (VOL.5)              | アニメージュコミックススペシャル (1) | 高橋葉介作品集 (11) | ヨウスケの奇妙な世界 (2) | ハヤカワコミック文庫 | 愛蔵版（早川書房） |
| 首屋敷                   | 『メディウム』1985年10月号 (VOL.7)             | アニメージュコミックススペシャル (1) | 高橋葉介作品集 (11) | ヨウスケの奇妙な世界 (2) | ハヤカワコミック文庫 | 愛蔵版（早川書房） |
| サトリ（※4）             | 『メディウム』1986年2月号 (VOL.8)              | アニメージュコミックススペシャル (2) | 高橋葉介作品集 (11) | ヨウスケの奇妙な世界 (2) | ハヤカワコミック文庫 | 愛蔵版（早川書房） |
| 木精（※5）               | 『メディウム』1986年4月号 (VOL.9)              | アニメージュコミックススペシャル (2) | 高橋葉介作品集 (11) | ヨウスケの奇妙な世界 (2) | ハヤカワコミック文庫 | 愛蔵版（早川書房） |
| 夢魔                     | 『メディウム』1986年7月号 (VOL.10)             | アニメージュコミックススペシャル (2) | 高橋葉介作品集 (11) | ヨウスケの奇妙な世界 (2) | ハヤカワコミック文庫 | 愛蔵版（早川書房） |
| 昇降機                   | 『メディウム』1986年10月号 (VOL.11)            | アニメージュコミックススペシャル (2) | 高橋葉介作品集 (12) | ヨウスケの奇妙な世界 (3) | ハヤカワコミック文庫 | 愛蔵版（早川書房） |
| 蜘蛛                     | 『メディウム』1987年1月号 (VOL.12)             | アニメージュコミックススペシャル (2) | 高橋葉介作品集 (12) | ヨウスケの奇妙な世界 (3) | ハヤカワコミック文庫 | 愛蔵版（早川書房） |
| 半人形                   | 『メディウムSPECIAL』1987年5月号               | アニメージュコミックススペシャル (2) | 高橋葉介作品集 (12) | ヨウスケの奇妙な世界 (3) | ハヤカワコミック文庫 | 愛蔵版（早川書房） |
| 花火                     | 『少年キャプテン』1988年6月号                  | アニメージュコミックススペシャル (3) | 高橋葉介作品集 (12) | ヨウスケの奇妙な世界 (3) | ハヤカワコミック文庫 | 愛蔵版（早川書房） |
| 鬼                       | 『少年キャプテン』1988年9月号                  | アニメージュコミックススペシャル (3) | 高橋葉介作品集 (12) | ヨウスケの奇妙な世界 (3) | ハヤカワコミック文庫 | 愛蔵版（早川書房） |
| 蛇                       | 『少年キャプテン』1988年10月号                 | アニメージュコミックススペシャル (3) | 高橋葉介作品集 (12) | ヨウスケの奇妙な世界 (3) | ハヤカワコミック文庫 | 愛蔵版（早川書房） |
| 夜会                     | 『少年キャプテン』1988年12月号                 | アニメージュコミックススペシャル (3) | 高橋葉介作品集 (12) | ヨウスケの奇妙な世界 (3) | ハヤカワコミック文庫 | 愛蔵版（早川書房） |
| 蝙蝠                     | 『少年キャプテンセレクト』VOL.2（1991年4月）   | アニメージュ・コミックス (10)        | 高橋葉介作品集 (12) | ヨウスケの奇妙な世界 (3) | ハヤカワコミック文庫 | 愛蔵版（早川書房） |
| おいてけ沼               | 『夢幻紳士 怪奇篇』文庫新装版（2007年4月）     | −                                    | −                   | −                        | ハヤカワコミック文庫 | −                  |
| 令嬢と人面瘡             | 『夢幻紳士 怪奇篇』愛蔵版（2017年4月）         | −                                    | −                   | −                        | −                    | 愛蔵版（早川書房） |

- ※1：本来の発表順と異なり、どの単行本でも末尾（書き下ろし分を除く）に掲載されている。サブタイトルは単行本でも雑誌掲載時のタイトル『夢幻紳士』を加え「夢幻紳士・人形地獄」と書かれるが、ハヤカワコミック文庫版以降では単に「人形地獄」となっている。
- ※2：アニメージュコミックススペシャル版では初出に「11月号」とあるが誤り。
- ※3：本来の発表順と異なり、「幽霊夫人」「首屋敷」の後に掲載される。
- ※4：本来の発表順と異なり、「木精」の後に掲載される。
- ※5：「木精」の読みは「すだま」。

### 映画
『夢幻紳士 人形地獄』のタイトルで実写映画化された。原作は「夢幻紳士 人形地獄」（早川書房）。2018年に製作され、2021年6月26日から商業公開が行われた。監督は海上ミサコ。

#### 映画の概要
原作では少年探偵だが、ほかの怪奇篇同様に青年探偵へと変えて映画化している。
監督の海上は原作の漫画を13歳のときに読み衝撃を受け、以降、企画を温め続けた。2015年、MotionGalleryによるクラウドファンディングを行い、同年9月にクランクインし、月に数日しか撮影できない状態で2017年4月にクランクアップした。
商業公開は当初2021年5月を予定していたが、新型コロナウイルスによる感染症の拡大を受けて公開延期となり、上述のように2021年6月の公開となった。

#### 映画のキャスト
- 夢幻魔実也 - 皆木正純
- 三島那由子 - 横尾かな
- 雛子 - 岡優美子
- 小堀貞一 - 龍坐
- 木戸八重子 - 紀那きりこ
- 十勝十蔵 - 杉山文雄
- 梅子 - SARU
- 三島ミツ - 井上貴子
- 宿のおかみ - 山口美砂
- 人形の青年 - 山田歩
- 村人・三郎 - 森川陽月
- 三島幸子 - 飯村一花
- 三島和夫 - 己翔

#### 映画のスタッフ
- 監督 - 海上ミサコ
- 脚本 - 木家下一裕 、菅沼隆、佐東歩美、海上ミサコ
- 音楽 - スズキケンタロー
- 撮影 - 清井俊樹
- 編集 - 海上ミサコ
- 企画 - 佐東歩美
- 製作 - ビーチウォーカーズコレクション
- 配給 - ミカタ・エンタテインメント

#### 映画の賞歴
- 日本芸術センター第10回映像グランプリ（2018年） - 優秀映画賞[8][12]
- 愛媛国際映画祭プレイベント（2019年） - 審査員特別賞[8]
- 福岡インディペンデント映画祭（2020年） - 優秀作品賞[8]

## 夢幻紳士 夢幻外伝篇
昭和初期の東京を主な舞台とする怪奇漫画。青年探偵「夢幻魔実也」と彼の周囲で起こる怪奇事件を描く。〈怪奇篇〉の流れを汲む短編連作シリーズ。初期は黒ベタ塗りとラフな描線を多用した重苦しい画風で、後には筆の強弱を活かした洒脱な描線が特色となる。
〈怪奇篇〉と比較すると謎解きやどんでん返しといったミステリ的要素を多く含む作品や、いわゆる悪人の破滅で終わる勧善懲悪物語が多いのが特徴。短編連作の構成をとるが中には前作の直後から始まる物語もあり、また魔実也以外の主要キャラクターが多く登場する（〈怪奇篇〉では横溝教授がこの位置に相当したが、作者の構想の変化により主要キャラクターから除外された）など、続き物を意識させる構成になっている。これら主要キャラクターの多くは作中に名前が登場しない。
魔実也の性格は〈怪奇篇〉での超然としたものに近いが、焦ったり寝惚けたりとより人間味ある表情をたびたび見せる。また〈怪奇篇〉の時点では強力なものではないとされていた魔実也の超能力が、本編ではより超人的なものに変わっている。それに伴い、敵として魔実也の前に現われるキャラクター達も〈怪奇篇〉の頃より強力になっている。なお本シリーズ以降、しばしば青年の魔実也が娯楽として釣りをする姿が描かれるようになった。
1992年-1996年にかけて怪奇漫画誌『眠れぬ夜の奇妙な話』（連載中『ネムキ』に改題、朝日ソノラマ刊）に連載されたシリーズ。雑誌掲載時、第1話（サブタイトル「死者の宴」）はタイトルに『夢幻紳士《恐怖編》』（あるいは『夢幻紳士 〜恐怖編〜』）と題されていたが、第2話以降『夢幻外伝』となり、第1話も単行本化に際して『夢幻外伝』に改題されている。2007年の文庫化に際しての作者あとがきでは分類上「篇」の一字を付け「夢幻紳士『夢幻外伝篇』」と称されているが、タイトル上は『夢幻外伝』のまま変化は無い。

### 主な登場人物（夢幻外伝篇）
夢幻魔実也
主人公。長髪の美青年。黒い背広と山高帽がトレードマークで、黒い外套（インバネス）も多く着用する。酒も煙草も嗜み、こと女性関係については放埒な質。悪人に対しては徹底して容赦がないが、基本的には善良な男であり友誼に厚く子供に優しい。洗練された態度の紳士だが、下宿の私生活では寝穢いずぼらな面も見せる。物体の影を経由してのテレポートや、他人の肉体に精神だけ乗り移る等、様々な超人的能力を持つ。
下宿の娘
姓名未出。魔実也の下宿する家の娘。新日本髪のように大きく髷を結った気の強い少女。魔実也に恋心を抱き何かと世話を焼く。
精神病院の院長
姓名未出。郊外の大きな精神病院の院長。眼鏡に髭の壮年の紳士。魔実也とは互いに良き相談相手である。妻はかつて魔実也の情人であったが、院長はこの件を水に流し魔実也と親交を保っている。
カフェーの姐御
姓名未出。カフェー勤めの女給。髪を昭和モダン調にカットした艶っぽい女性。魔実也に世話になった恩から魔実也を「センセ」（先生）と呼ぶ。
溝呂木紅造（みぞろぎ こうぞう）
殺人鬼。精神病理学博士の顔の裏で数々の猟奇的殺人に手を染めるも、魔実也に突き止められ獄に囚われ発狂する。その後なおも魂と悪意は生き長らえるが、劇中には以後登場していない。

### 単行本（夢幻外伝篇）
眠れぬ夜の奇妙な話コミックス
連載中に刊行されたワイド版コミックス。朝日ソノラマ刊。全3巻。
1. 夢幻外伝(1) 死者の宴（1994年3月発行）ISBN 4-257-90213-2
  - 夢幻紳士シリーズと異なる短編「ライオン」を収録。

2. 夢幻外伝(2) 夜の劇場（1995年3月発行）ISBN 4-257-90238-8
  - 夢幻紳士シリーズと異なる短編「白髪の女」を収録。

3. 夢幻外伝(3) 目隠し鬼（1996年9月発行）ISBN 4-257-90279-5
  - 夢幻紳士シリーズと異なる短編「父の手」を収録。

ソノラマコミック文庫
文庫版。朝日ソノラマ刊。「ヨウスケの奇妙な世界」シリーズ全20巻のうち、〈夢幻外伝篇〉を収録したものは3巻である。眠れぬ夜の奇妙な話コミックスと同様の構成。
1. ヨウスケの奇妙な世界(4) 夢幻外伝1 死者の宴（1998年10月発行）ISBN 4-257-72024-7
  - 夢幻紳士シリーズと異なる短編「ライオン」を収録。

2. ヨウスケの奇妙な世界(5) 夢幻外伝2 夜の劇場（1998年11月発行）ISBN 4-257-72025-5
  - 夢幻紳士シリーズと異なる短編「白髪の女」を収録。

3. ヨウスケの奇妙な世界(6) 夢幻外伝3 目隠し鬼（1998年12月発行）ISBN 4-257-72026-3
  - 夢幻紳士シリーズと異なる短編「父の手」を収録。

ソノラマコミック文庫（新装版）
文庫新装版。朝日ソノラマ刊。全2巻。
1. 新装版 夢幻外伝 I（2007年1月発行）ISBN 978-4-257-72407-0
  - 夢幻紳士シリーズと異なる短編「白髪の女」を収録。

2. 新装版 夢幻外伝 II（2007年2月発行）ISBN 978-4-257-72413-1
  - 夢幻紳士シリーズと異なる短編8作を収録。

### 作品リスト（夢幻外伝篇）
- 灰地の項目は確認が不十分な編集。

表中の収録単行本の詳細は前節「単行本」を参照。なお（主に単行本に描き下ろされた）イラスト・口絵の類は種類が多く、またタイトルの特定・タイトルと画の同定が困難なため、リストからは省略している。
| サブタイトル         | 初出                                        | 収録単行本                       | 収録単行本               | 収録単行本               |
| -------------------- | ------------------------------------------- | -------------------------------- | ------------------------ | ------------------------ |
| 死者の宴             | 『眠れぬ夜の奇妙な話』1992年7月号 (VOL.8)   | 眠れぬ夜の奇妙な話コミックス (1) | ヨウスケの奇妙な世界 (4) | ハヤカワコミック文庫 (1) |
| 冥王星               | 『眠れぬ夜の奇妙な話』1993年1月号 (VOL.11)  | 眠れぬ夜の奇妙な話コミックス (1) | ヨウスケの奇妙な世界 (4) | ハヤカワコミック文庫 (1) |
| 鴉                   | 『眠れぬ夜の奇妙な話』1993年3月号 (VOL.12)  | 眠れぬ夜の奇妙な話コミックス (1) | ヨウスケの奇妙な世界 (4) | ハヤカワコミック文庫 (1) |
| 海鳴りの家           | 『眠れぬ夜の奇妙な話』1993年5月号 (VOL.13)  | 眠れぬ夜の奇妙な話コミックス (1) | ヨウスケの奇妙な世界 (4) | ハヤカワコミック文庫 (1) |
| いない・いない・ばあ | 『眠れぬ夜の奇妙な話』1993年7月号 (VOL.14)  | 眠れぬ夜の奇妙な話コミックス (1) | ヨウスケの奇妙な世界 (4) | ハヤカワコミック文庫 (1) |
| 人でなし             | 『眠れぬ夜の奇妙な話』1993年9月号 (VOL.15)  | 眠れぬ夜の奇妙な話コミックス (1) | ヨウスケの奇妙な世界 (4) | ハヤカワコミック文庫 (1) |
| 化物屋敷             | 『眠れぬ夜の奇妙な話』1993年11月号 (VOL.16) | 眠れぬ夜の奇妙な話コミックス (2) | ヨウスケの奇妙な世界 (5) | ハヤカワコミック文庫 (1) |
| 言霊                 | 『眠れぬ夜の奇妙な話』1994年3月号 (VOL.18)  | 眠れぬ夜の奇妙な話コミックス (2) | ヨウスケの奇妙な世界 (5) | ハヤカワコミック文庫 (1) |
| 凶弾                 | 『眠れぬ夜の奇妙な話』1994年5月号 (VOL.19)  | 眠れぬ夜の奇妙な話コミックス (2) | ヨウスケの奇妙な世界 (5) | ハヤカワコミック文庫 (1) |
| 夜の劇場             | 『ネムキ』1994年7月号 (VOL.20)              | 眠れぬ夜の奇妙な話コミックス (2) | ヨウスケの奇妙な世界 (5) | ハヤカワコミック文庫 (1) |
| 変化                 | 『ネムキ』1994年9月号 (VOL.21)              | 眠れぬ夜の奇妙な話コミックス (2) | ヨウスケの奇妙な世界 (5) | ハヤカワコミック文庫 (1) |
| 鳥女（※1）           | 『ネムキ』1994年11月号 (VOL.22)             | 眠れぬ夜の奇妙な話コミックス (2) | ヨウスケの奇妙な世界 (5) | ハヤカワコミック文庫 (1) |
| 水妖                 | 「ネムキ」1995年1月号 (VOL.23)              | 眠れぬ夜の奇妙な話コミックス (3) | ヨウスケの奇妙な世界 (6) | ハヤカワコミック文庫 (2) |
| 目隠し鬼             | 『ネムキ』1995年3月号 (VOL.24)              | 眠れぬ夜の奇妙な話コミックス (3) | ヨウスケの奇妙な世界 (6) | ハヤカワコミック文庫 (2) |
| 鞄                   | 『ネムキ』1995年5月号 (VOL.25)              | 眠れぬ夜の奇妙な話コミックス (3) | ヨウスケの奇妙な世界 (6) | ハヤカワコミック文庫 (2) |
| 船は行く             | 『ネムキ』1995年7月号 (VOL.26)              | 眠れぬ夜の奇妙な話コミックス (3) | ヨウスケの奇妙な世界 (6) | ハヤカワコミック文庫 (2) |
| 続・船は行く         | 『ネムキ』1995年9月号 (VOL.27)              | 眠れぬ夜の奇妙な話コミックス (3) | ヨウスケの奇妙な世界 (6) | ハヤカワコミック文庫 (2) |
| 泣きぼくろ           | 『ネムキ』1995年11月号 (VOL.28)             | 眠れぬ夜の奇妙な話コミックス (3) | ヨウスケの奇妙な世界 (6) | ハヤカワコミック文庫 (2) |
| 首おくれ             | 『ネムキ』1996年1月号 (VOL.29)              | 眠れぬ夜の奇妙な話コミックス (3) | ヨウスケの奇妙な世界 (6) | ハヤカワコミック文庫 (2) |
| 酒毒                 | 『ネムキ』1996年3月号 (VOL.30)              | 眠れぬ夜の奇妙な話コミックス (3) | ヨウスケの奇妙な世界 (6) | ハヤカワコミック文庫 (2) |
| 黒い天使             | 『ネムキ』1996年5月号 (VOL.31)              | 眠れぬ夜の奇妙な話コミックス (3) | ヨウスケの奇妙な世界 (6) | ハヤカワコミック文庫 (2) |

- ※1：「鳥女」の読みは「ハーピー」。

## 夢幻紳士 幻想篇 / 逢魔篇 / 迷宮篇
2004年-2007年にかけて推理小説誌『ミステリマガジン』（早川書房刊）に連載されたシリーズ。『夢幻紳士 幻想篇』『夢幻紳士 逢魔篇』『夢幻紳士 迷宮篇』の3部作である。従来作よりミステリ的傾向が強く、読者に対して提示される（作中人物が客観的に意識していない）謎が物語の展開によって解明されるという構造を持つ。
『幻想篇』の最終話が『逢魔篇』の1話にリンクするように構成されている。『迷宮篇』では前2作の設定を踏まえ、『迷宮篇』をもってこの3部作が1本の長編物語として再構成されるという多層的な構造となっている。こうした3部作構成や長編としての物語展開について作者自身は、連載開始時に明確な構想を持っていた訳ではなく、多くの物語展開は即興的に描いたものであると各巻のあとがきで語っている。
このシリーズの中では魔実也は人とも魔ともつかない超越的な存在として描かれる。表情は従来作より柔らかく描かれ、〈怪奇篇〉〈夢幻外伝篇〉でトレードマークであったくわえ煙草を1コマしかしていないのも大きな特徴。『幻想篇』後半からは、従来黒一色で描かれる事の多かった黒衣の表現が変化し、光の照り返しを大胆にデフォルメした独特の表現になっている。
他に外伝的作品として短編『夢幻紳士 出張篇』がある。またこのシリーズの魔実也は〈冒険活劇篇〉の単行本描き下ろし作品「夢幻紳士 広報篇『夜の客（ナイト・ゲスト）』」にも「最新型」として2コマだけゲスト出演している。

### 夢幻紳士 幻想篇
『夢幻紳士 幻想篇』。『ミステリマガジン』（早川書房刊）に2004年-2005年にわたり連載された。
昭和初期の東京を主な舞台とする怪奇ミステリ漫画。主人公「僕」の周囲で起こる事件と、「僕」の幻想である黒衣の青年「彼」（魔実也）の活躍を描く。怪奇篇の流れを汲む短編連作シリーズ。現実と夢想の区別が曖昧に描かれた、幻想的な世界観を表現する。大胆に太く描かれた主線に対して、儚げな細い線で繊細に描かれた表情が特徴。
1話完結の短編連作である一方、シリーズ終盤にそれまでの伏線が回収され大きな謎が解き明かされるという1本の長編としての構造も持つ。こうした一貫性のある構造は、青年の魔実也を主人公とするシリーズでは初めてのものである。
なお、作者あとがきによれば、本作に登場する魔実也は最終話で登場するシーンを除き「影」であり魔実也本人ではない。これは魔実也が「めんどうくさい」と出演を渋ったためであると作者はあとがきで述べている。

### 夢幻紳士 逢魔篇
『夢幻紳士 逢魔篇』。『ミステリマガジン』（早川書房刊）に2005年-2006年にわたり連載された。
昭和初期の東京、場末の料亭を主な舞台とする怪奇漫画。青年探偵「夢幻魔実也」が様々な怪異と出会う長い一夜を描く。『幻想篇』の直接の続編にあたる短編連作シリーズ。料亭という固定された狭い舞台と、百鬼夜行を描いた短編連作という形式を活かし、幻想的でありながら軽妙洒脱な物語となっている。
怪異との対決が各話の主軸となっており、従来作より土着的な妖怪や幽霊が多く登場する。舞台が料亭のためか魔実也の口調はくだけ、江戸言葉に近い東京弁を話す事が多い。
こちらの魔実也は幻想篇と違って本人であるが、魔物退治に出歩くのが面倒くさいと主張したため、怪異が退治されるために料亭を次々に訪れるという形式となった。本作に登場する少女「手の目」は幼過ぎて魔実也の興味を引くことはなかったが、後に独立したシリーズの主人公となっている。

### 夢幻紳士 迷宮篇
『夢幻紳士 迷宮篇』。『ミステリマガジン』（早川書房刊）に2006年-2007年にわたり連載された。
昭和初期の東京を主な舞台とする怪奇ミステリ漫画。青年探偵「夢幻魔実也」の自身を襲う怪異との戦いを描く。『幻想篇』『逢魔篇』と続いた三部作の完結編となる中編連載シリーズ。初期は魔実也に迫る殺意の持ち主と各話対決していく短編連作の形式をとっているが、連載が進むにつれ魔実也が諸悪の根源を追う続き物の体をなす。従来実験的に用いられてきた、墨のかすれによる濃淡の表現を縦横に駆使した描写が特徴。
各話のサブタイトルはムンクの画の題名から採られており、扉絵はその画の人物を作中の登場キャラクターに置き換えた模写の形式で描かれている。また、多くのエピソードは物語の上でもムンクの画の情景がモチーフになっている（例えば第1話「叫び」ではムンクの『叫び』のような光景の中、背景の欄干や画の奥の人物をめぐった物語が描かれる）。
本編では逢魔篇の魔実也本人と幻想篇の影との両者が登場し、「僕」「手の目」も再登場する。

### 夢幻紳士 出張篇
『夢幻紳士〔出張篇〕座敷鬼』。『ハヤカワミステリマガジン』（ミステリマガジンから改題、早川書房刊）2011年4月号に掲載された。
特集「高橋葉介の夢幻世界」に寄稿された短編で、同誌に連載された『逢魔篇』『迷宮篇』の世界観を受け継ぐ外伝的作品。夢幻魔実也と「手の目」が登場する。

### 主な登場人物（幻想篇 / 逢魔篇 / 迷宮篇）
夢幻魔実也
主人公。長髪の美青年。黒い背広と山高帽、上着に黒いインバネスを着た謎めいた人物。人の心に幻像を見せ、怪異妖怪をも化かし返す超人的な能力を持つ。鷹揚で特に女子供に優しいが、悪鬼・悪人に容赦はない。罪の無い悪戯で他者をからかい愉しむ癖もある。
魔実也の影
『幻想篇』に登場する魔実也。「僕」が魔実也と街角ですれ違った事で「僕」の心の中に誕生した魔実也の影。「僕」の幻想であるため、「僕」の事をパトロンと呼び「僕」が危機になると現れる。『幻想篇』の終盤にて「僕」を救うため本体（魔実也）の元へ戻った。
僕
姓名未出。『幻想篇』より登場。『幻想篇』の主な語り手であり、もう1人の主人公である。亡父の莫大な遺産の相続人であり家督の乗っ取りを目論む叔父から狙われている。これによる生命の危機や心身に対する圧迫のため精神的に不安定で、自身の性別についても錯誤がある。しばしば現実と妄想の混同や短期的な記憶障害を起こす。その不安定さゆえに実在しない「彼」（魔実也）を友人として認識し、現実の「僕」の身に迫る危機を幻想の「彼」に解決してもらうという転倒した事態が起きている。

手の目
本名未出。『逢魔篇』より登場。酒の席での芸人稼業に身をやつす少女。魔実也には及ばないが超能力を持ち、占いや幻術の座興で生計を立てている。貧しい寒村で生まれ育った当時の経験から背中に火傷の傷をもち、そこに実父の変化である怪物牛鬼を飼い馴らす。幼くして芸人の誇りを持ち毅然とした態度をとるが、信頼する魔実也の前では年相応な面も見せる。モチーフは鳥山石燕画の妖怪手の目。
本作の最終話では、成人し平民の主婦として女児（最終話のゲスト主人公）を儲けている様子が語られる。
また、後に『もののけ草紙』や『夜姫さま』2012年版収録の短編で成人後の姿が描かれているが、これは上記最終話の後日談ではなく、物語上枝分かれした別世界の様子である。
姫さま
本名未出。『迷宮篇』より登場。幻想として幼い少女の姿をとって現われるが、実体は寝たきりの老婆である。資産家で、『幻想篇』に登場した精神病院の出資者でもある。作者の後書きによれば、この幻想の中では少女である老婆（概念としては幽体離脱に近い）という設定は作者の短編「夜姫さま」（ぶんか社『ホラーM』掲載・2006年）に基づくものとされるが、同作と本編に直接の関係は無い。

### 単行本（幻想篇 / 逢魔篇 / 迷宮篇）
それぞれ連載終了後に刊行されたワイド版コミックス。早川書房刊。全3巻。
- 夢幻紳士 幻想篇（2005年4月発行・整理番号117312）ISBN 4-15-208629-7
- 夢幻紳士 逢魔篇（2006年4月発行・整理番号117313）ISBN 4-15-208716-1
- 夢幻紳士 迷宮篇（2007年5月発行・整理番号117314）ISBN 978-4-15-208820-8

「夢幻紳士 出張篇」はアンソロジー短編集『Comic M』に後述する「夢幻紳士 営業篇」とともに収録されている。
- Comic M 早川書房創立70周年記念コミックアンソロジー〔ミステリ篇〕（2016年1月発行・整理番号112587）ISBN 978-4-15-209593-0

## 未定義作
この節では夢幻紳士の題が付くものの、新作であるために作者による定義が追いついていない作品、または夢幻紳士を中心として扱わない単行本にのみ収録されたため、定義の範疇に収まらない作品について記述する。

### 夢幻紳士 橋の上の女
「夢幻紳士 橋の上の女」。2000年に『サスペリア』（秋田書店刊）に掲載された短編。過去の恐怖漫画作品をしのぶ回顧特集のために書き下ろされた作品で、魔実也が怪異に襲われたお人好しの青年「涼平」を救う物語である。作者の漫画『学校怪談』と〈夢幻外伝篇〉の設定・キャラクターを繋ぐ特別編という趣向が強い。
この作品によって魔実也と〈下宿の娘〉との仲が進み、後に彼女との間にできた子の子孫が『学校怪談』の「九段九鬼子」である事、『学校怪談』の主人公「山岸涼一」の先祖が魔実也に命を救われていた事などが（収録単行本あとがきの内容も含めて）強く暗示される構成となっている。
単行本
「橋の上の女」は連載作品『KUROKO -黒衣-』単行本第1巻に収録されている。
- KUROKO -黒衣- (1)（秋田書店刊・2001年3月発行）ISBN 4-253-05991-0

### 名前
「『夢幻紳士』原作シナリオ 『名前』」。短編集『新装版 我楽多街奇譚』（朝日ソノラマ刊・2007年）に口絵とともに掲載された台本形式の短編小説。2003年あるいは2004年に書かれたまま形にならなかった草稿を加筆修正したものである。執筆時期としては〈夢幻外伝篇〉と〈幻想篇 / 逢魔篇 / 迷宮篇〉の間に位置するが、シナリオには「夢幻紳士 怪奇篇」と記載されている。
単行本
「名前」は作者の『マンガ少年』初期連載作品を纏めた短編集『新装版 我楽多街奇譚』に収録されている。
- 新装版 我楽多街奇譚（朝日ソノラマ刊・2007年5月発行）ISBN 978-4-257-72431-5

### 煙童女
「煙童女──夢幻紳士 怪奇篇」。ホラーアンソロジーシリーズ「異形コレクション」第42巻（光文社刊・2009年）に掲載された短編。〈怪奇篇〉のトレードマークでもある煙草に纏わる穏やかな物語である。タイトルに「怪奇篇」の題があるが表現手法は〈幻想篇〉以降のものに近い。
単行本
「煙童女」は短編集「異形コレクション」第42巻『幻想探偵』に収録されている。
- 幻想探偵 異形コレクション（光文社刊・2009年2月発行・整理番号い31-29）ISBN 978-4-334-74518-9

2013年に、KAWADE夢ムック『総特集 高橋葉介 怪奇幻想マンガの第一人者』に再録された。
- 総特集 高橋葉介 怪奇幻想マンガの第一人者（河出書房新社刊・2013年6月発行）ISBN 978-4-309-97802-4

### 夢幻紳士 回帰篇
『夢幻紳士 回帰篇』。『ハヤカワミステリマガジン』（早川書房刊）に2008年-2009年にわたり連載された。
過去作〈怪奇篇〉のエピソードのうち12話を、作者自身がセルフ・リメイクするシリーズ。各話の基本的なプロットはそのままに一から描き直し、演出表現や回によっては結末に変更を加えた新作となっている。単行本化にともない、作者の次回作『顔のない女』からメインキャラクターがゲスト出演する「プロローグ」「エピローグ」の2話が書き下ろされた。
単行本
- 夢幻紳士 回帰篇（2009年10月発行・整理番号117315）ISBN 978-4-15-209079-9

### 夢幻紳士 新・怪奇篇
『夢幻紳士 新・怪奇篇』。『ハヤカワミステリマガジン』（早川書房刊）に2012年-2013年にわたり連載された。
〈回帰篇〉の続編にあたるシリーズ。同作の主人公夢幻魔実也が立ち会う新たな怪異を描く短編連作。
単行本
- 夢幻紳士 新・怪奇篇（2013年9月発行・整理番号117318）ISBN 978-4-15-209399-8

### 夢幻紳士 妖鬼篇
『夢幻紳士 妖鬼篇 座敷鬼』。『モーニング』（講談社刊）2014年44号に、同誌の読み切りシリーズ「プレミアム読み切り劇場REGALO」枠の1作品として掲載された短編。副題を同じくする『夢幻紳士 出張篇 座敷鬼』（前出）とは別作。とある料亭で夢幻魔実也と呼ばれる美青年に知り合った男が遭遇する怪異の物語。
単行本
「夢幻紳士 妖鬼篇」は作者の別作品『人外な彼女』単行本に収録されている。
- 人外な彼女（早川書房刊・2015年3月発行・整理番号113781）ISBN 978-4-15-209527-5

### 夢幻紳士 営業篇
『夢幻紳士〔営業篇〕Come Mad and Go ─さぁ気ちがいになりなさい─』。2016年1月に発行されたアンソロジー短編集『Comic M』に描き下ろされた短編。妄執に取り憑かれた女性と黒衣の青年（夢幻魔実也）の奇怪な受難の顛末を描く。
単行本
「夢幻紳士 営業篇」は前記の通りアンソロジー短編集『Comic M』に「夢幻紳士 出張篇」とともに収録されている。
- Comic M 早川書房創立70周年記念コミックアンソロジー〔ミステリ篇〕（前出／2016年1月発行・整理番号112587）ISBN 978-4-15-209593-0

### Kiss Me
『Kiss Me』。2013年にKAWADE夢ムック『総特集 高橋葉介 怪奇幻想マンガの第一人者』（河出書房新社刊）に掲載された短編。ある髑髏と魔実也との「Kiss（キス）」を巡る、サイレント形式で進行する4ページのカラー作品。夢幻紳士／夢幻魔実也の名はタイトルや本編中に明記されていない。

### 夢幻紳士 夢幻童話篇
ハヤカワミステリマガジン2020年7月号より曜月連載中。

## 関連作品
この節では夢幻紳士シリーズとして扱われないが、夢幻魔実也（あるいは明示されないが明らかに魔実也の特徴を備えた人物）の登場する作品について記述する。なおこれらの他に、青年探偵の魔実也が登場する作者自身による同人誌が数作発表されている。

### 帝都物語
『帝都物語 TOKIO WARS』。1989年、映画『帝都大戦』公開に際して、その原作である『帝都物語』より「戦争篇」を漫画化した単行本書き下ろし作品。
姓名不詳の「帝都の『小悪魔』」として魔実也と思しき人物が登場している。設定および執筆時期から言えば〈怪奇篇〉に属するキャラクターで、物語には直接関わらないがプロローグとエピローグを飾る印象的な人物として登場する。二・二六事件前夜から太平洋戦争終戦に至るまでと登場する時代背景が明白である事も大きな特徴である。
同作には漫画版オリジナルキャラクターとして他に、〈冒険活劇篇〉に登場した馬賊の娘「明鈴」と同じ設定のキャラクターも登場する（おそらく別人）。
単行本
- 帝都物語 TOKIO WARS（角川書店刊・ドラゴンコミックス・1989年9月発行・整理番号DC-7-1）ISBN 4-04-926014-X - ワイド版の書き下ろし単行本。
- 高橋葉介作品集 20 帝都物語（朝日ソノラマ刊・高橋葉介作品集・1993年8月発行）ISBN 4-257-90197-7 - ワイド版。表題作の他、短編連作「影男」を収録。
- ヨウスケの奇妙な世界(20) 帝都物語（朝日ソノラマ刊・ソノラマコミック文庫・2000年2月発行）ISBN 4-257-72040-9 - 文庫版。表題作の他、短編2作を収録。
- ワイド版 高橋葉介ベストセレクション (1) 帝都物語 TOKIO WARS（宙出版刊・2008年1月発行）ISBN 9784776794141 - ワイド新装版。

### イケニエ
「イケニエ」。1989年『SMスナイパー』（ワイレア出版刊）に掲載された短編。
怪異譚の聞き手兼説明役として、魔実也らしき人物が登場する。姓名、立場ともに不詳だが語り手の知己として描かれている。設定および執筆時期から言えば〈怪奇篇〉の魔実也に相当する。
単行本
「イケニエ」は『SMスナイパー』掲載作品を中心にした短編集『怪談 KWAIDAN』に収録されている。
- 怪談 KWAIDAN（朝日ソノラマ刊・1991年12月発行）ISBN 4-257-90139-X - ワイド版。
- ヨウスケの奇妙な世界(7) 怪談 KWAIDAN（朝日ソノラマ刊・ソノラマコミック文庫・1999年1月発行）ISBN 4-257-72027-1 - 文庫版。
- 新装版 怪談 KWAIDAN（朝日ソノラマ刊・ソノラマコミック文庫・2007年3月発行）ISBN 978-4-257-72419-3 - 文庫新装版。

### 学校怪談
『学校怪談』。『週刊少年チャンピオン』（秋田書店刊）に1995年-2000年の間連載された少年漫画。〈夢幻外伝篇〉に登場した魔実也がゲスト・キャラクターとして登場する。魔実也の登場は連載時の時間軸で毎年お盆の時期に限られていたが、主人公の窮地を救う重要な人物として描かれ、単行本に書き下ろされたエピローグ「最終話+1」にも登場している。他にセルフ・パロディ的に〈怪奇篇〉や〈夢幻外伝篇〉からカットの構図を引用したコマもある。
本編での魔実也は主人公の1人「九段九鬼子」の先祖であり（2者の血縁関係については「ご先祖さま」という以上の情報は明示せずにぼかして表現されている）、舞台が現代で既に魔実也は死亡しているという設定のため、一種の死霊として登場する。〈夢幻外伝篇〉同様の青年の姿をしているが、精神的には当時より歳を重ねているため言行がやや異なる。特に一人称が「僕」から「俺」 / 「おれ」に変わっているのが特徴。他にも「最近の若い者は」とこぼしたり中学生を「お嬢ちゃん」呼ばわりしたりと、青年らしからぬ言動が多い。子孫の九鬼子に愛情あらわな甘い顔を見せるのも特徴。
他に関連キャラクターとして、本作オリジナルの夢幻家の血筋のキャラクターが数名、また〈夢幻外伝篇〉に登場した悪役「溝呂木紅造」と同姓のコミカルな魔人「溝呂木」（ミゾロギ）が登場する（関連は不明）。作品全体としては夢幻紳士シリーズとの関連性は薄いが、作者は九鬼子を魔実也の「女性バージョン」という意識で描いていたと発言している。また、本作の中で夢幻家は代々女系であり魔実也は傍流にあたるという新設定が与えられている。
単行本
少年チャンピオンコミックス
連載中に刊行されたコミックス。秋田書店刊。全15巻のうち、魔実也が登場するものは4巻である。
- 学校怪談 (8)（1998年1月発行）ISBN 4-253-05381-5
  - 「［特別編］夜の声/黒い天使」を収録。

- 学校怪談 (11)（1999年2月発行）ISBN 4-253-05388-2
  - 「九段先生を捜せ」を収録。

- 学校怪談 (13)（1999年11月発行）ISBN 4-253-05396-3
  - 「ホテル・くだん（前編）」「ホテル・くだん（後編）」を収録。

- 学校怪談 (15)（2000年7月発行）ISBN 4-253-05432-3
  - 「最終話+1」を収録。

秋田文庫
文庫版。秋田書店刊。全8巻のうち、魔実也が登場するものは4巻である。
- 学校怪談 (4)（2007年1月発行・整理番号55-4）ISBN 978-4-253-17785-6
  - 「［特別編］夜の声/黒い天使」を収録。

- 学校怪談 (6)（2007年7月発行・整理番号55-6）ISBN 978-4-253-17787-0
  - 「九段先生を捜せ」を収録。

- 学校怪談 (7)（2007年10月発行・整理番号55-7）ISBN 978-4-253-17788-7
  - 「ホテル・くだん（前編）」「ホテル・くだん（後編）」を収録。

- 学校怪談 (8)（2008年1月発行・整理番号55-8）ISBN 978-4-253-17789-4
  - 「最終話+1」を収録。

### 沼姫さま
「沼姫さま」。2006年『ホラーM』（ぶんか社刊）に掲載された短編。
物語と直接的な関連は薄いが、釣り人の役で魔実也らしき人物が登場する。台詞が無いため、姓名、立場ともに不詳だが設定および執筆時期から言えば〈幻想篇/逢魔篇/迷宮篇〉の魔実也に相当する。
単行本
「沼姫さま」は『ホラーM』に掲載された短編連作シリーズを纏めた短編集『夜姫さま』に収録されている。
- 夜姫さま（ぶんか社刊・2007年3月発行）ISBN 978-4-8211-8406-4

### もののけ草紙
「もののけ草紙」。『ホラーM』（ぶんか社刊）に2007年9月号より連載された。
〈逢魔編〉〈迷宮篇〉に登場した少女「手の目」を主人公にしたスピンオフシリーズ。手の目の思い出の「若旦那」として魔実也の姿が登場する。
単行本
- もののけ草紙 壱（ぶんか社刊・2008年10月発行）ISBN 978-4-8211-8681-5
- もののけ草紙 弐（ぶんか社刊・2009年9月発行）ISBN 978-4-8211-8855-0

## 分類
夢幻紳士作品群の世界観の差異、具体的には「どの夢幻魔実也とどの夢幻魔実也が別人なのか」という問題について作者は数度にわたり定義と再定義を行なっている。以下はその経緯である。
1987年時点での定義
1. 朝日ソノラマ刊『夢幻紳士 マンガ少年版』収録作品に登場する夢幻魔実也
2. 徳間書店刊アニメージュ・コミックスで発行されている『夢幻紳士 冒険編』以降のシリーズに登場する夢幻魔実也
3. 「怪奇編」での夢幻魔実也

アニメージュコミックススペシャル版『夢幻紳士 怪奇編』第1巻および第2巻あとがきで定義された分類。ここではそれまで単行本として発行されていた作品のうち、上記の3者を別人として分類している。ただし続刊の第3巻（1989年）あとがきではこのうち (1) については言及されず、同じ徳間書店から単行本が刊行されていた (2) (3) の違いを示すにとどまっている。
1998年-1999年時点での定義
1. 「九段先生のご先祖さま」である夢幻魔実也
2. 「少年探偵バージョン」の夢幻魔実也

少年チャンピオンコミックス版『学校怪談』第8巻および第11巻で定義された分類。最も大まかに区分された定義であり、ここでは当時入手可能だった作品のうち『夢幻紳士 怪奇編』と『夢幻外伝』の魔実也を（『学校怪談』登場人物の「九段先生のご先祖さま」として）同一人物とし、スコラ漫画文庫版『夢幻紳士 冒険活劇編』の魔実也と区別している。当時絶版となっていた〈マンガ少年版〉の魔実也については言及されていないが、文脈上は「少年探偵バージョン」の一部とも判断しうる表現となっている。
2005年時点での発言
作者公式サイトにおける読者からの質問に対する回答。執筆時期に隔たりがある作品間ではそれぞれの主人公は別人と捉えるべきとの見方を示しつつも、断定的な言い回しは避け言葉を濁すにとどめている。また『リュウ』『少年キャプテン』連載版について、連載初期と末期のキャラクター性の大きな違いに言及し、自身でも別人のように感じているが、しかし物語としては同一シリーズでもあるというジレンマについても語られている。
2007年時点での定義
1. 夢幻魔実也 少年探偵Aバージョン - 夢幻紳士マンガ少年版
2. 夢幻魔実也 少年探偵Bバージョン - 夢幻紳士「冒険活劇篇」版
3. 夢幻魔実也 青年探偵Aバージョン - 夢幻紳士「怪奇篇」版
4. 夢幻魔実也 青年探偵Bバージョン - 夢幻紳士「夢幻外伝篇」版
5. 夢幻魔実也 青年探偵Cバージョン - 夢幻紳士「幻想篇」「逢魔篇」「迷宮篇」版

朝日ソノラマ刊『新装版 夢幻外伝』第1巻あとがきで定義された分類。「少年探偵」「青年探偵」に大別した上で、シリーズごとに分類されているのが特徴である。
2013年時点、〈新・怪奇篇〉についての定義
〈新・怪奇篇〉単行本あとがきにおける定義。同作は〈回帰篇〉の続編であり、また〈幻想篇〉〈逢魔篇〉〈迷宮篇〉とは別個のストーリーとされる。これを前記2007年の定義に敷衍すれば〈回帰篇〉〈新・怪奇篇〉は新たな「青年探偵Dバージョン」に相当する、あるいは「青年探偵C」以外の他のバージョンに該当し得る。